# Oberweyer

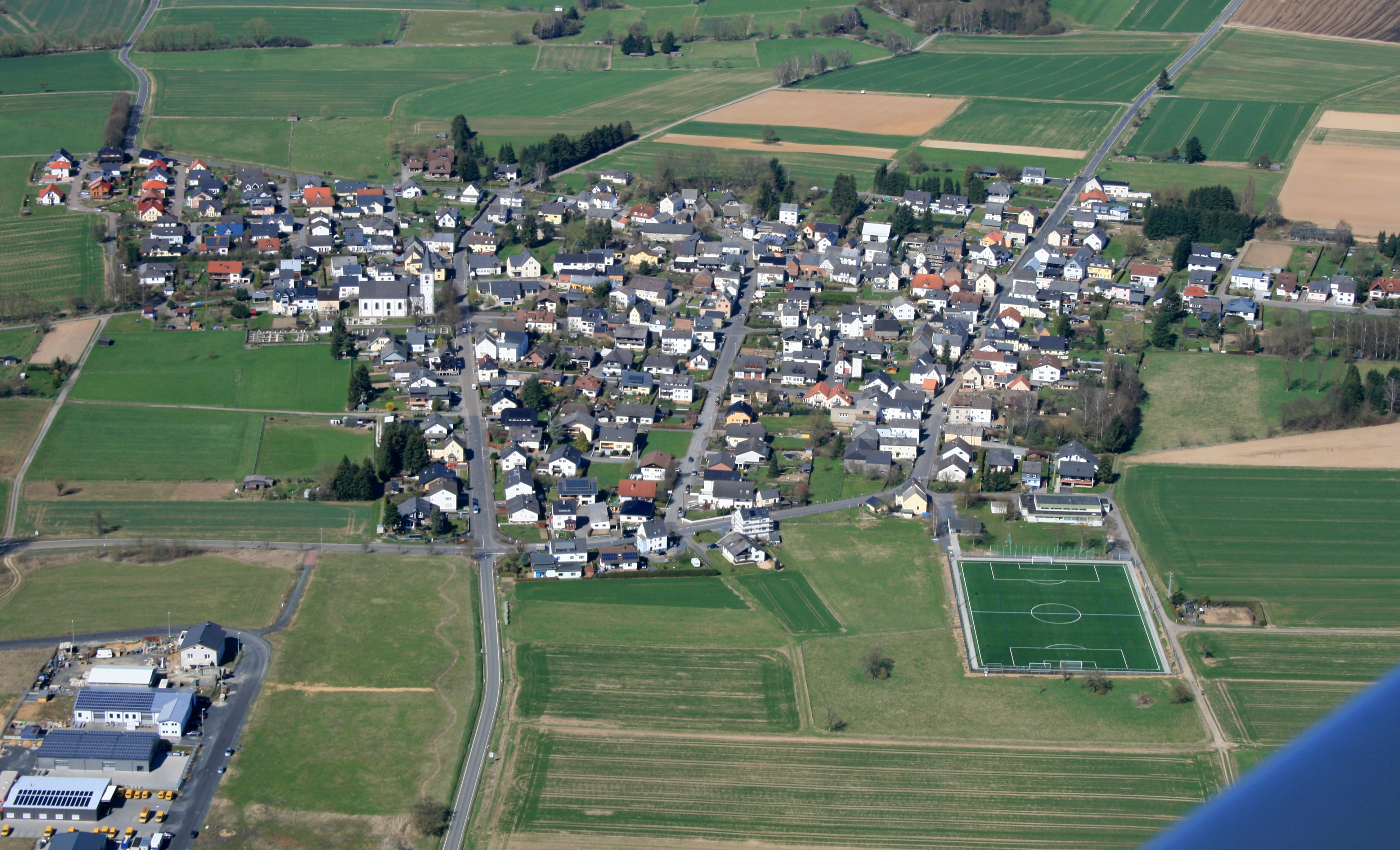
Luftbild aus Richtung Süden

Oberweyer ist ein Stadtteil von Hadamar im mittelhessischen Landkreis Limburg-Weilburg. Die vorher selbstständige Gemeinde wurde zum 1. Januar 1972 eingemeindet.

## Geografische Lage
Oberweyer befindet sich am nordöstlichen Rand des Limburger Beckens, am Südrand des Westerwaldes.
An die in Nord-Süd-Richtung gestreckte Gemarkung grenzen vom Südwesten im Uhrzeigersinn die Hadamarer Stadtteile Niederweyer, Oberzeuzheim und Steinbach, im Südosten der Beselicher Ortsteil Obertiefenbach und im Süden der Limburger Stadtteil Ahlbach. Rund 500 Meter südwestlich des Ortsrands verläuft die Bundesstraße 54 in Nordwest-Südost-Richtung. Nördlich des Orts fließt der Holzbach nach Westen. Der Ort selbst liegt auf rund 230 Metern Höhe. Die Gemarkung steigt nach Süden und Osten auf rund 240 Meter leicht an. Nach Nordwesten fällt das Gelände zunächst zum Holzbach bis auf 215 Meter ab, um danach auf das Heidenhäuschen (Gemarkung Hangenmeilingen) zu wieder anzusteigen. Die Gemarkung ist bis auf einen kleinen, bewaldeten Teil im Norden fast ausschließlich mit landwirtschaftlicher Fläche bedeckt.

## Geschichte

### Besiedlung
Fundstücke lassen vermuten, dass Oberweyer durch die Alemannen schon vor der Völkerwanderung gegründet und später von den Franken unter König Chlodwig (um 500 n. Chr.) erweitert worden ist. Auch der Namensbestandteil -weyer ist ein, wenn auch unsicherer, Hinweis auf eine vor- oder frühgermanische Gründung.

### Erstmalige urkundliche Erwähnungen
Im Jahr 772 wurde Oberweyer bekanntermaßen erstmals im Lorscher Codex, einer Schenkungsurkunde, erwähnt. Die Komtesse Rachild (auch: Rachilt) – eine Tochter von Graf Cancor aus dem Geschlecht der Robertiner, schenkte am 12. August 772 dem Kloster Lorsch Besitzungen im Lahngau, darunter auch in Oberweyer. Unter Rachilds Besitzungen im Lahngau befand sich auch „Wilere“, das heutige Oberweyer. In der Festschrift zur 1200-Jahr-Feier von Oberweyer im Jahr 1972 ist folgende Übersetzung dieser Urkunde veröffentlicht:
Schenkung der Rachild in Wilina und Saltrissa. Im Namen Christi. Am 12. August im 4. Jahr König Karls. Dem heiligen Märtyrer Nazarius, dessen Leib im Kloster Lorsch, dem der ehrwürdige Gundulandus als Abt vorsteht, ruht, schenke ich Rachild, was ich im Lahngau in Wilina, Brachina, Saltrissa, Barenbach, Albach, Vchilheim, Wilere, Torndorf und Holtzhausen besitze, und 44 Leibeigene. Bereitwilligst bestätige ich dies und will, dass diese Schenkung auf immer gültig sei. Die Unterschrift ist hinzugefügt. Vollzogen im Kloster Lorsch zu der oben angegebenen Zeit.
Die zweite urkundliche Erwähnung von Oberweyer datiert auf das Jahr 790. Damals schenkte Karl der Große einige Höfe in verschiedenen Siedlungen des Lahngaus, darunter auch in Vilare, dem Kloster Prüm in der Eifel. Der Ortsname in der heutigen Schreibweise ist mit Sicherheit erst ab 1633 belegt. Vorher war die Ortschaft neben „Wilere“ und „Vilare“ auch als „Wilre“ und „Oberenwilre“ erwähnt.

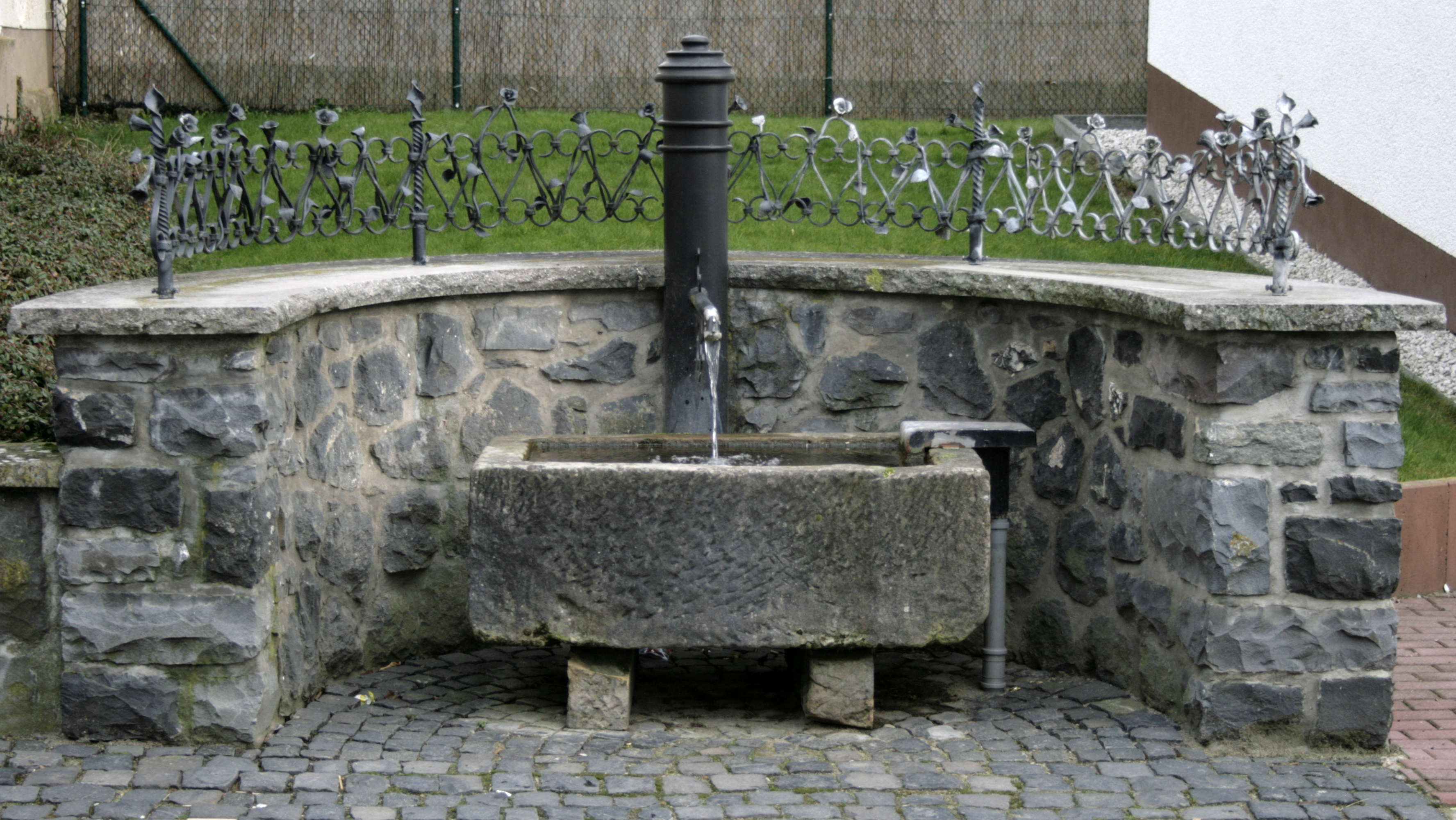
Laufbrunnen in der Ortsmitte

### Niederlahngau
Nach der Niederwerfung der einheimischen Bevölkerung etablierten die fränkischen Herrscher im Frühmittelalter durch die Einrichtung des Lahngaus das Grafschaftsprinzip. Der fränkische Herrscher setzte Gaugrafen als seine Stellvertreter vor Ort ein, die gleichzeitig auch als oberste Richter fungierten. Noch vor dem Jahr 900 wurde der Lahngau in den Oberlahngau und den Niederlahngau geteilt, wobei Oberweyer Teil des Niederlahngaus wurde. Wie alle anderen fränkischen Gaue wurde auch der Niederlahngau in Zentmarken unterteilt. Die Zugehörigkeit von Oberweyer zur Zentmark Reckenforst bei Dietkirchen, zur Hadamarer Mark oder zur Ellarer Mark ist derzeit noch ungeklärt.
Die Grafen des Niederlahngaus stammten aus dem Adelsgeschlecht der Konradiner. Nach dem Tod von Eberhard als letztem konradinischen Grafen im Jahr 966 ging der Niederlahngau auf die Grafschaft Diez über.

### Zugehörigkeit zur Grafschaft Diez und zur Grafschaft Nassau-Dillenburg
Nach dem Niedergang des Niederlahngaus im 10. Jahrhundert gehörte Oberweyer politisch zunächst zur Grafschaft Diez und dort zum Verwaltungs- und Gerichtsbezirk „Dehrner Cent“. Nach dem Tod des Gerhard VII. als letzter Graf von Diez im Jahr 1386 fiel sein verbliebenes Herrschaftsgebiet an das Haus Nassau-Dillenburg unter Graf Johann I. von Nassau-Dillenburg aus der ottonischen Linie. Nach dessen Tod seines Sohnes Graf Adolf von Nassau-Dillenburg im Jahr 1420 konnte das Haus Nassau-Dillenburg nur den Besitz der halben Grafschaft Diez, die zu dieser Zeit zu einem erheblichen Teil an zahlreiche Gläubiger verpfändet war, wahren. Erst durch den Frankfurter Vertrag vom 30. Juni 1557 fiel das 3. Viertel ebenfalls an das Haus Nassau-Dillenburg. Das letzte Viertel kam über mehrere Umwege im Jahr 1535 in den Besitz von Kurtrier. Erst mit dem Abschluss des Diezer Vertrages vom 27. Juli 1564 teilten Nassau-Dillenburg und Kurtrier die Grafschaft Diez endgültig untereinander auf. Für Oberweyer bedeutete dies, dass der Erzbischof und Kurfürst von Trier seine Mitherrschaft über den Ort an Graf Johann VI. von Nassau-Dillenburg abgab.
Für 1566 sind als Besitzer von Höfen in Oberweyer das Kloster Dierstein bei Diez, die Ritterfamilie Frei von Dehrn sowie die niederadligen Familie von Waldmannshausen, Mudersbach und Specht von Bubenheim verbürgt.

### Dreißigjähriger Krieg
In den Jahren 1623 und 1632 forderte die Pest in Oberweyer zahlreiche Opfer. Zudem wurde Oberweyer im Dreißigjährigen Krieg von Schweden geplündert.

### Nassau-Hadamar
Im Jahr 1620 wurde das Dorf nach dem Tod von Graf Wilhelm Ludwig von Nassau-Dillenburg der Grafschaft Nassau-Hadamar seines Onkels Johann Ludwig (Nassau-Hadamar) zugeordnet. Nachdem ein Jahrhundert später das Fürstengeschlecht Nassau-Hadamar durch den Tod von Fürst Franz Alexander von Nassau-Hadamar 1711 ausgestorben war, kam es zu mehreren Besitzwechseln, bevor Oberweyer 1743 an Nassau-Diez, kurz darauf an Oranien-Nassau fiel.

### Neuere Geschichte

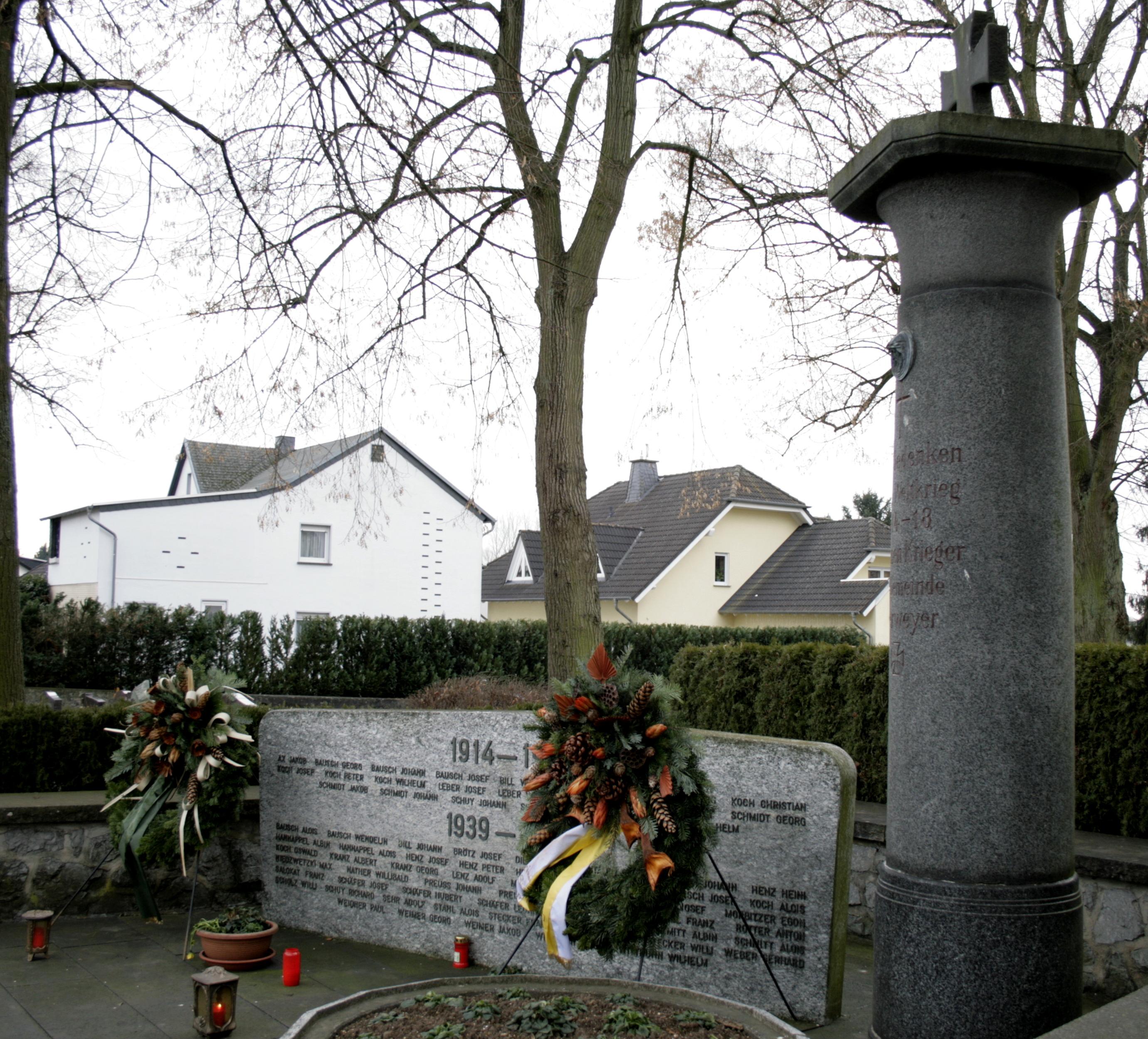
Gefallenentafeln am Friedhof

Zur Zeit Napoleons gehörte Oberweyer zum Großherzogtum Berg. 1813 richteten russische Truppen, die die Franzosen in Richtung Westen verfolgten, in Oberweyer große Verwüstungen an. Ab 1816 gehörte das Dorf zum neu entstandenen Herzogtum Nassau. Die Freiheitsbewegung des Jahres 1848 hatte zur Folge, dass die Oberweyerer Katholiken wieder viele Jahrzehnte zur Wallfahrtskapelle Maria Hilf Beselich pilgerten und dort eindrucksvoll ihren Glauben kundgaben.
Während des Zweiten Weltkrieges unterhielt die Wehrmacht am westlichen Dorfrand eine Funkstation. Diese Anlage war vermutlich das Ziel eines amerikanischen Bombenangriffs, bei dem am 11. März 1945 rund 200 Sprengbomben in unmittelbarer Nähe des Dorfes niedergingen. Keine der Bomben traf ihr Ziel. Lediglich an einigen Häusern und der Kirche gab es leichte Schäden. Zum Dank für die Verschonung wird in Oberweyer noch heute jährlich eine Wallfahrt zur Wallfahrtskapelle Maria Hilf Beselich organisiert. Im Ersten Weltkrieg fielen 18 und im Zweiten Weltkrieg 36 Männer aus dem Dorf. Ab den 1950er Jahren begann sich das Dorf insbesondere nach Süden auszudehnen. 1962 erfolgte eine Flurbereinigung, die zu einer Zusammenlegung zahlreicher durch die Erbteilung zersplitterter Landwirtschaftsflächen führte.
Zum 31. Dezember 1971 erfolgte der freiwillige Anschluss an die Stadt Hadamar, nachdem im Jahr 1970 auch eine Hinwendung zur neu gebildeten Gemeinde Beselich im Gespräch war.
Die ehemalig selbstständigen Gemeinden Hadamar, Niederweyer, Niederzeuzheim, Oberweyer, Oberzeuzheim und Steinbach bildeten die neue Stadtgemeinde Hadamar. Sitz der Gemeindeverwaltung wurde Hadamar. Für diese ehemaligen Gemeinden wurde je ein Ortsbezirk gebildet.
Im Jahr 1973 wurde das alte Schulhaus abgerissen. In den Jahren 1992 bis 1993 erfolgte der Neubau eines Feuerwehrhauses. Von 1994 an wurde in zwei Abschnitten bis etwa 2005 das Neubaugebiet „Hinter dem Acker“ besiedelt, was zu einer wesentlichen Ausdehnung der Ortsfläche in Richtung Nordwesten führte. 1997 errichtete der Sportverein ein Vereinsheim am Sportplatz. Im Jahr 2002 eröffnete der Verschönerungsverein das Dorfmuseum. Im selben Jahr begannen die Erschließungsarbeiten für ein Gewerbegebiet südwestlich des Orts, unmittelbar an der Auffahrt zur Bundesstraße 54. 2003 löste ein neu gebauter Kindergarten gegenüber der Pfarrkirche das bis dahin als Kindergarten genutzte Gebäude des ehemaligen Pfarrhauses ab.

### Schule
In der Reformationszeit muss die erste Schule im Ort gegründet worden sein, an der auch die Kinder aus den übrigen Dörfern des Kirchspiels unterrichtet wurden. 1827 entstand das erste für diesen Zweck errichtete Schulhaus, 1883 ein Neubau, der genau hundert Jahre später abgerissen wurde, in der Schulstraße auf dem Grundstück des heutigen Spielplatzes.

### Wirtschaft
Oberweyer ist ein traditionell von der Landwirtschaft geprägter Ort. Allerdings gab es in der Gemarkung auch kurzzeitig einen Abbau mineralischer Rohstoffe. Eine Tongrube wurde in den 1930er Jahren nordwestlich des Orts im Oberweyerer Wald betrieben, die heute mit Wasser gefüllt ist. Nördlich des Orts an der Südflanke der Erhebung „Kissel“ befand sich ein Steinbruch zur Deckung des örtlichen Baustoffbedarfs. Nach der Nutzung als Müllkippe und später als Standort des Schützenhauses des inzwischen aufgelösten örtlichen Schützenvereins befindet sich dort heute eine Grillhütte. Lehm für den örtlichen Bedarf wurde am heutigen Ostrand der Bebauung, an der Straße nach Obertiefenbach, gewonnen.

### Verwaltungsgeschichte im Überblick
Die folgende Liste zeigt die Staaten und Verwaltungseinheiten, denen Oberweyer angehört(e):
- vor 1711: Heiliges Römisches Reich, Fürstentum Nassau-Hadamar, Amt Hadamar
- 1717–1743: Heiliges Römisches Reich, Fürstentum Nassau-Dillenburg, Amt Hadamar
- 1743–1806: Heiliges Römisches Reich, Grafen von Nassau-Diez als Teil des Fürstentums Nassau-Oranien, Amt Hadamar
- 1806–1813: Fürstentum Großherzogtum Berg,[Anm. 2] Département Sieg, Arrondissement Dillenburg, Kanton Hadamar
- 1813–1815: Nassau-Oranien, Amt Hadamar
- ab 1816: Herzogtum Nassau,[Anm. 3] Amt Hadamar
- ab 1849: Herzogtum Nassau, Kreisamt Hadamar[Anm. 4]
- ab 1854: Herzogtum Nassau, Amt Hadamar
- ab 1867: Norddeutscher Bund[Anm. 5], Königreich Preußen,[Anm. 6] Provinz Hessen-Nassau, Regierungsbezirk Wiesbaden, Oberlahnkreis[Anm. 7]
- ab 1871: Deutsches Reich, Königreich Preußen, Provinz Hessen-Nassau, Regierungsbezirk Wiesbaden, Oberlahnkreis
- ab 1886: Deutsches Reich, Königreich Preußen, Provinz Hessen-Nassau, Regierungsbezirk Wiesbaden, Kreis Limburg
- ab 1918: Deutsches Reich (Weimarer Republik), Freistaat Preußen, Provinz Hessen-Nassau, Regierungsbezirk Wiesbaden, Kreis Limburg
- ab 1944: Deutsches Reich, Freistaat Preußen, Provinz Nassau, Landkreis Limburg
- ab 1945: Amerikanische Besatzungszone,[Anm. 8] Groß-Hessen, Regierungsbezirk Wiesbaden, Landkreis Limburg
- ab 1946: Amerikanische Besatzungszone, Land Hessen, Regierungsbezirk Wiesbaden, Landkreis Limburg
- ab 1949: Bundesrepublik Deutschland, Land Hessen, Regierungsbezirk Wiesbaden, Landkreis Limburg
- ab 1968: Bundesrepublik Deutschland, Land Hessen, Regierungsbezirk Darmstadt, Landkreis Limburg
- ab 1972: Bundesrepublik Deutschland, Land Hessen, Regierungsbezirk Darmstadt, Landkreis Limburg, Stadt Hadamar[Anm. 9]
- ab 1974: Bundesrepublik Deutschland, Land Hessen, Regierungsbezirk Darmstadt, Landkreis Limburg-Weilburg, Stadt Hadamar
- ab 1981: Bundesrepublik Deutschland, Land Hessen, Regierungsbezirk Gießen, Landkreis Limburg-Weilburg, Stadt Hadamar

### Kirchengeschichte

#### Anfänge

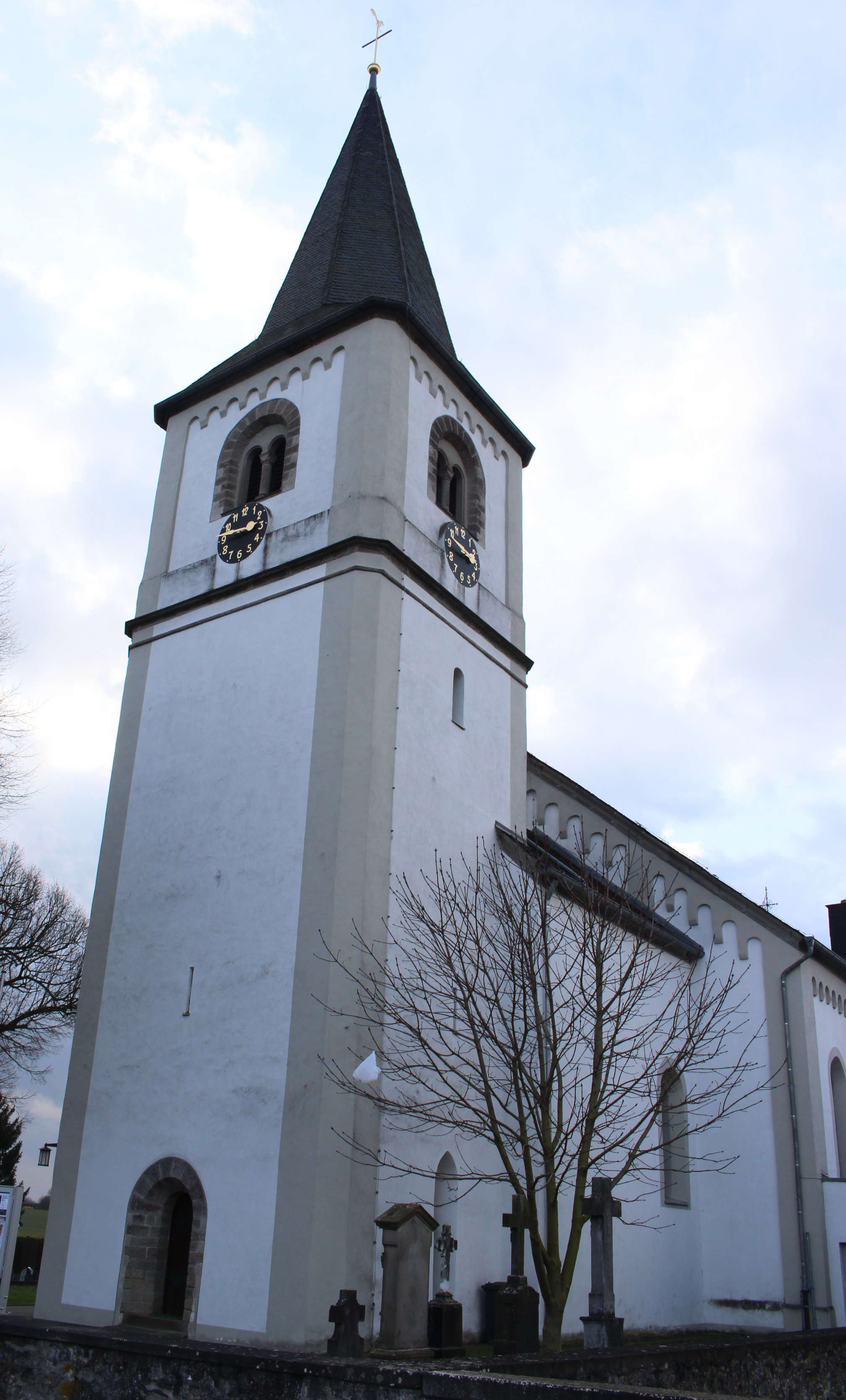
Bis zum Glockengeschoss stammt der Turm der Pfarrkirche noch vom Vorgängerbau

Zunächst gehörte Oberweyer zum vor dem Jahr 841 gegründeten Stift Dietkirchen, das den Mittelpunkt der gesamten rechtsrheinischen Gebiete der Diözese Trier bildete und Sitz eines Archidiakonats war. Folgende Orte gehörten ebenfalls zur Pfarrei Dietkirchen: Lindenholzhausen, Eschhofen, Mühlen, Ennerich, Runkel, Dehrn, Steeden, Hofen, Schue (früher zwischen Obertiefenbach und Schupbach), Kraich (früher zwischen Ahlbach und Limburg), Oberahlbach, Niederahlbach (Urselthaler Hof), Faulbach, Offheim, Niederhadamar, Elz (beide nur bis 1476). Erwiesen ist, dass sich das Stift in den Schutz der Herren Specht von Bubenheim gegeben hat und ihnen dafür den Zehnten von Oberweyer überlassen hat. Nicht ganz klar ist es, ob Oberweyer ab dem Jahr 1476 zusammen mit Steinbach zur neu gegründeten Pfarrei Niederhadamar gehörte.

#### Erste Kapelle in Oberweyer (1488)
Genaue Informationen, wann die erste Kapelle in Oberweyer errichtet wurde, sind nicht bekannt. Im Jahr 1488 wurde erstmals eine Kapelle als Vorläuferbau der heutigen Pfarrkirche in Oberweyer erwähnt. Vermutlich war es ein kleiner Fachwerkbau, wie es zur damaligen Zeit üblich war. Nicht belegt ist, ob Fürst Siegfried II. von Runkel tatsächlich eine Sommerwohnung in Oberweyer hatte und sie als Dotation für die Kapelle gegeben hatte. Belegt ist jedoch, dass das Adelsgeschlecht Specht von Bubenheim Patronatsherren sowie Collatores der Kapelle waren und deshalb ein Vorschlagsrecht bei der Anstellung der Geistlichen hatten. Als erster Seelsorger in Oberweyer ist „Capellan Henrich Radenrade von Roderod“ im Jahr 1545 namentlich bekannt, der entweder von Dietkirchen oder von Niederhadamar aus den Ort betreute.

#### Reformation ab 1564 und Gründung der Pfarrei im Jahr 1567

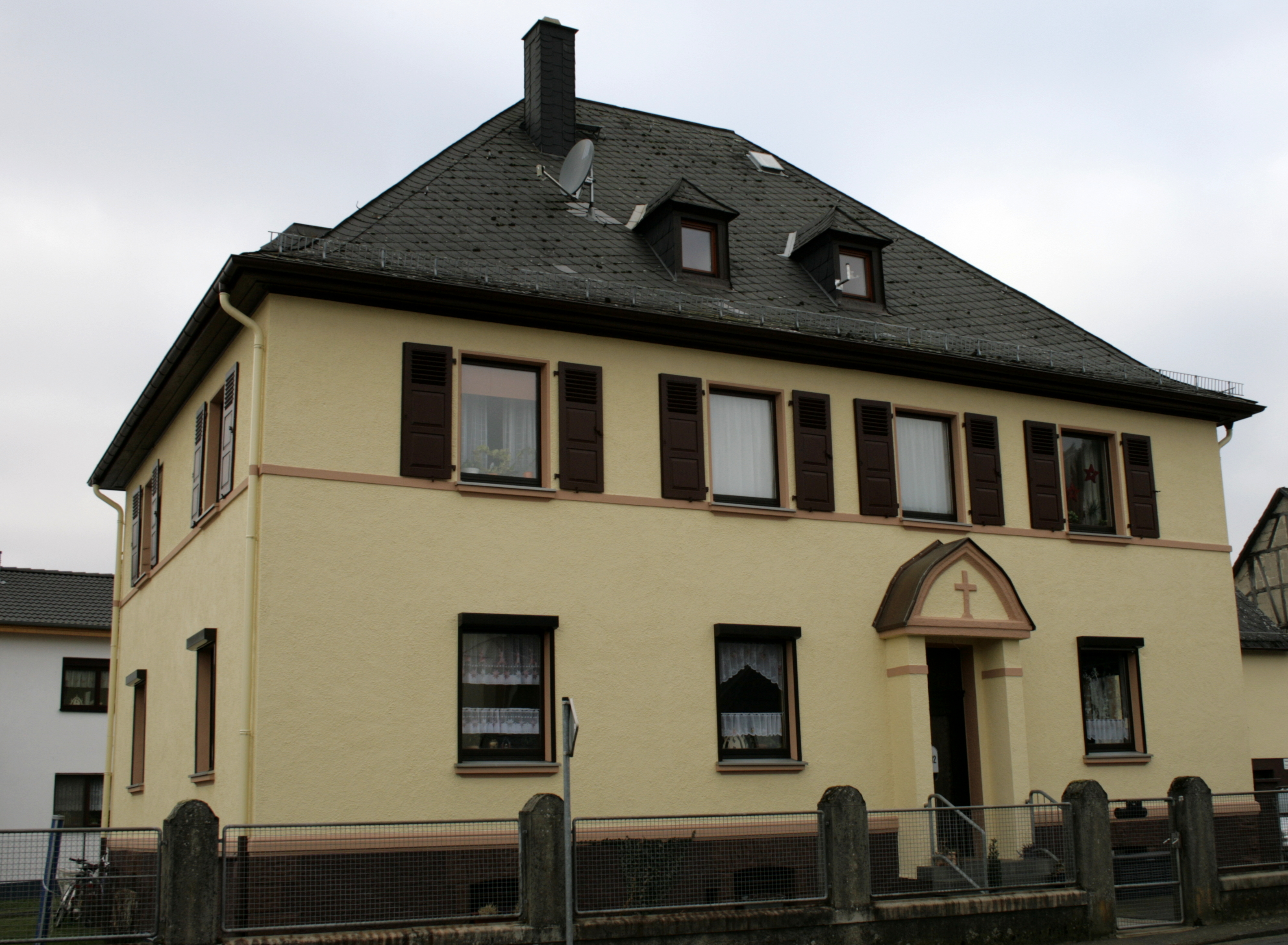
Ehemaliges Pfarrhaus und vormaliger Kindergarten „Marienstift“

Schon ab dem Jahr 1553 führte Graf Wilhelm dem Reichen von Nassau-Dillenburg in den Gebieten, in denen er alleiniger Herrscher war, allmählich die Reformation ein. In der Grafschaft Diez und damit auch in Oberweyer, konnte er die lutherische Lehre jedoch noch nicht einführen, da die Grafschaft bekanntlich durch das Erzbistum Trier mitregiert wurde. Jedoch sofort nach Abschluss des Diezer Vertrages, mit dem die Grafen von Nassau-Dillenburg die alleinige Herrschaft über Oberweyer erlangten, änderte sich die Situation, obwohl im Vertrag festgelegt wurde, dass die neuen Herrscher ihre Untertanen „von der alten Religion nit abhalten, zwingen und einige Ungnad deshalb anzeigen“ sollten: Unter Graf Johann VI. von Nassau-Dillenburg wurde ab 1564 auch im Dehrner Zehnt und somit in Oberweyer die Reformation eingeführt. Im September 1564 kam es dazu, dass der Kaplan von Obertiefenbach, das durch seine Zugehörigkeit zur Grafschaft Wied-Runkel bereits reformiert war, in Oberweyer „sonntags das Wort Gottes verkündigt und predigt, ohne dass den Gläubigen das Sakrament gereicht werde und in der Woche statt der Werktagsmesse eine Predigt halte.“ Im selben Jahr beschwerten sich die Oberweyerer beim Landesherrn Graf Johann VI. von Nassau-Dillenburg: Oberweyer sei Pfarrfiliale von Dietkirchen und Dietkirchen gehöre dem Kurfürsten von Trier. Der Pfarrer von Dietkirchen sei doch für sie zuständig und nicht der Kaplan von Obertiefenbach. Am 27. September 1564 beschied die nassauische Verwaltung jedoch den Oberweyerern, dass es bei der Zuständigkeit des reformierten Kaplans bleibe.
Im Jahr 1567 wurde Oberweyer zu einer selbstständigen Pfarrei erhoben und ihr alle Orte der Grafschaft Nassau-Dillenburg auf hadamarischem Gebiet zugewiesen, die bisher zum Stift Dietkirchen gehörten: Ahlbach, Niedertiefenbach, Niederweyer und Steinbach sowie vermutlich auch Nieder-Ahlbach (Urselthaler Hof). Im Zeitraum während und nach der Reformation waren in Oberweyer acht evangelische Geistliche im Einsatz: Im Jahr 1568 wurde Magister Beilstein aus Wetzlar als erster evangelischer Pfarrer in Oberweyer eingesetzt. Der Kirchenbesuch blieb sehr gering und es gibt Berichte, dass die Einwohner so sehr in Opposition gegen den protestantischen Pfarrer standen, dass ihm sogar die Fensterscheiben eingeworfen wurden. Um 1578 wurde nach dem Prinzip „cuius regio, eius religio“ das calvinistische Bekenntnis eingeführt, da der herrschende Graf Johann VI. von Nassau-Dillenburg konvertierte.

#### Erste Pfarrkirche
Nach der Gründung der eigenständigen Pfarrei Oberweyer im Jahr 1567 begann die Planung für eine neue Kirche. Schon im Folgejahr kam es aber zu einem Streit, weil sich die Filialdörfer weigerten, den Kirchenbau zu finanzieren. Auch die Patronatsherren der bisherigen Kapelle – die Familie Specht zu Bubenheim – waren nicht bereit, sich finanziell zu beteiligen. Der Bau erfolgte dann wahrscheinlich im letzten Jahrzehnt des 16. Jahrhunderts. Das genaue Einweihungsdatum ist nicht mehr bekannt. Es handelte sich um ein kleines einschiffiges, gotisches Gotteshaus mit einem steilen Dach und einem massigen Turm mit spitzem Turmhelm, insgesamt aber nur halb so hoch wie der jetzige Kirchturm. Der Eingang der alten Kirche befand sich dort, wo sich heute das Missionskreuz befindet. Der Fußboden der Kirche war rund 1,60 Meter tiefer als heute. Erst im Jahr 1883 wurden das Gelände zum Friedhof hin und der Fußboden der Kirche auf das heutige Niveau aufgeschüttet. Die alte Kirche war wohl von innen und außen verputzt. Reste des Außenputzes wurden 1965 bei den Verputzarbeiten am Nachfolgebauwerk entdeckt.
Der Innenraum hatte bei einer Länge von 15 Metern und einer Breite von 8,25 Metern nur eine Bodenfläche von 125 Quadratmetern. Aufgrund der Mauerstärke des Turms ist davon auszugehen, dass er auch für Verteidigungszwecke vorgesehen war. Belegt ist, dass der Zelebrationsaltar am 23. April 1630 durch den Mainzer Weihbischof Ambrosius Seibaeus geweiht wurde. Renovierungen der alten Kirche erfolgten in den Jahren 1720 und 1773. In diesem Zusammenhang hielt der barocke Baustil Einzug.

#### Gegenreformation im Jahr 1630
Johanns VI. Sohn Johann Ludwig von Nassau-Hadamar, trat 1629 zum Katholizismus über. Daher führte ab 1630 in seiner Grafschaft eine gemäßigte Gegenreformation durch. Am 12. Februar 1630 teilte der Graf Pfarrer Philipp Kempfer und auch den Geistlichen aus Niederzeuzheim, Frickhofen, Niederhadamar und Lahr mit, dass sie als Pfarrer entlassen seien. Einige der Geistlichen blieben ihrem calvinistischen Glauben treu und verließen das Land. Pfarrer Kempfer lebte jedoch, mit einer Gnadenpension des Grafen und ohne weitere seelsorgerische Betätigung, bis zu seinem Tode am 12. Februar 1631 in Oberweyer. In den ersten Jahren nach der Gegenreformation wechselten die Geistlichen in Oberweyer sehr schnell. Überall waren die Auswirkungen des Dreißigjährigen Krieges und der Pest-Epidemien zu spüren. Pater Wilhelm Feiner, der von 1652 bis 1662 Pfarrer in Oberweyer war, hatte in der kurzen Zeitspanne zwischen 1630 und 1652 insgesamt 23 Vorgänger als Priester in dem kleinen Westerwalddorf.

#### Zweite Pfarrkirche
Die erste Pfarrkirche wurde schon bald zu klein für das große Kirchspiel. Schon im Jahr 1750 gab es ein Schreiben an die fürstliche Landesregierung mit der Bitte um einen Kirchenneubau. Die Regierung kam dieser Bitte jedoch nicht nach, zumal die Rechtslage der Kirche nicht ganz eindeutig war: Die Spechte von Bubenheim bestritten, dass sie durch ihr Patronat über die Kirche auch unterhaltspflichtig seien, da sie auch in der Vergangenheit nie zu Reparaturkosten herangezogen worden seien. Erst im Jahr 1805 kam aus Dillenburg die Entscheidung, dass Oberweyer sich bemühen sollte, von den Freiherren zu Specht eine freiwillige Baukostenunterstützung zu erhalten. Bei diesen war aber nichts mehr zu holen: Sie waren zwischenzeitlich nach Würzburg gezogen und nicht mehr im Besitz ihrer Höfe in Oberweyer. Spätere Baupläne scheiterten an der Finanzierung.
Erst im Jahr 1880 wurden die Pläne konkreter. Nach Erteilung der Baugenehmigung am 29. April 1883 wurden in der Folgezeit die nicht benötigten Teile der ersten Pfarrkirche abgerissen und mit den Bauarbeiten für die heutige Kirche begonnen. Vom Architekten ist nur noch der Nachname Goldmann bekannt. Die Benedizierung und erstmalige Nutzung erfolgte an Allerheiligen 1885. Die feierliche Konsekration konnte aber – auch durch den Kulturkampf – erst am 6. November 1888 bei der Firmspendung durch Bischof Karl Klein durchgeführt werden. Als Ausdruck der Dankbarkeit für die umfangreichen Spenden der Bürger wird jedes Jahr in der Zeit von Weihnachten bis Dreikönig eine Stiftungsmesse gefeiert.
Im Jahr 1927 wurde ein Pfarrhaus errichtet, das bis zum Jahr 2003 den Kindergarten beherbergte.
Die Kirche war bis Jahresende 2019 im Eigentum der katholischen Kirchengemeinde Oberweyer. Seit Jahresanfang 2020 gehört sie zur Pfarrei St. Johannes Nepomuk Hadamar.

## Bevölkerung

### Einwohnerentwicklung
- 1518: 025 Familien in Oberweyer
- 1612: 027 Familien in Oberweyer
- 1648: 016 Haushalte in Ober- und Niederweyer
- 1809: 056 Familien mit 329 Einwohnern in Oberweyer
- 1860: 121 Familien mit 503 Einwohnern
- 1912: 110 Familien mit 560 Einwohnern
- 1932: 126 Familien mit 598 Einwohnern
- 1948: 180 Familien mit 656 Einwohnern (darunter 107 Vertriebene)
- 1970: 196 Haushalte mit 653 Einwohnern

| Oberweyer: Einwohnerzahlen von 1809 bis 2019 | Oberweyer: Einwohnerzahlen von 1809 bis 2019 | Oberweyer: Einwohnerzahlen von 1809 bis 2019 | Oberweyer: Einwohnerzahlen von 1809 bis 2019 | Oberweyer: Einwohnerzahlen von 1809 bis 2019 |
| --- | -------------------------------------------- | -------------------------------------------- | -------------------------------------------- | -------------------------------------------- |
| Jahr |                                              |                                              |                                              | Einwohner                                    |
| 1809 | 1809                                         |                                              | 329                                          | 329                                          |
| 1834 | 1834                                         |                                              | 397                                          | 397                                          |
| 1840 | 1840                                         |                                              | 442                                          | 442                                          |
| 1846 | 1846                                         |                                              | 474                                          | 474                                          |
| 1852 | 1852                                         |                                              | 501                                          | 501                                          |
| 1858 | 1858                                         |                                              | 501                                          | 501                                          |
| 1864 | 1864                                         |                                              | 535                                          | 535                                          |
| 1871 | 1871                                         |                                              | 554                                          | 554                                          |
| 1875 | 1875                                         |                                              | 529                                          | 529                                          |
| 1885 | 1885                                         |                                              | 553                                          | 553                                          |
| 1895 | 1895                                         |                                              | 529                                          | 529                                          |
| 1905 | 1905                                         |                                              | 562                                          | 562                                          |
| 1910 | 1910                                         |                                              | 560                                          | 560                                          |
| 1925 | 1925                                         |                                              | 530                                          | 530                                          |
| 1939 | 1939                                         |                                              | 509                                          | 509                                          |
| 1946 | 1946                                         |                                              | 643                                          | 643                                          |
| 1950 | 1950                                         |                                              | 625                                          | 625                                          |
| 1956 | 1956                                         |                                              | 595                                          | 595                                          |
| 1961 | 1961                                         |                                              | 612                                          | 612                                          |
| 1967 | 1967                                         |                                              | 641                                          | 641                                          |
| 1970 | 1970                                         |                                              | 653                                          | 653                                          |
| 1980 | 1980                                         |                                              | ?                                            | ?                                            |
| 1990 | 1990                                         |                                              | ?                                            | ?                                            |
| 2000 | 2000                                         |                                              | ?                                            | ?                                            |
| 2011 | 2011                                         |                                              | 819                                          | 819                                          |
| 2019 | 2019                                         |                                              | 864                                          | 864                                          |
| Datenquelle: Historisches Gemeindeverzeichnis für Hessen: Die Bevölkerung der Gemeinden 1834 bis 1967. Wiesbaden: Hessisches Statistisches Landesamt, 1968. Weitere Quellen: LAGIS; Gemeinde Hadamar; Zensus 2011 |                                              |                                              |                                              |                                              |

### Einwohnerstruktur 2011
Nach den Erhebungen des Zensus 2011 lebten am Stichtag, dem 9. Mai 2011, in Oberweyer 819 Einwohner. Darunter waren 33 (4,0 %) Ausländer.
Nach dem Lebensalter waren 192 Einwohner unter 18 Jahren, 373 zwischen 18 und 49, 144 zwischen 50 und 64 und 120 Einwohner waren älter.
Die Einwohner lebten in 321 Haushalten. Davon waren 78 Singlehaushalte, 84 Paare ohne Kinder und 120 Paare mit Kindern, sowie 30 Alleinerziehende und 9 Wohngemeinschaften. In 51 Haushalten lebten ausschließlich Senioren und in 231 Haushaltungen lebten keine Senioren.

### Historische Religionszugehörigkeit
- 1885: ein evangelischer (= 0,18 %), 552 katholische (= 99,82 %) Einwohner[10]
- 1961: 21 evangelische (= 3,42 %), 591 katholische (= 96,57 %) Einwohner[10]

## Politik
Für den Stadtteil Oberweyer besteht ein Ortsbezirk (Gebiete der ehemaligen Gemeinde Oberweyer) mit Ortsbeirat und Ortsvorsteher nach der Hessischen Gemeindeordnung.
Der Ortsbeirat Oberweyer besteht aus fünf Mitgliedern. Bei den Kommunalwahlen in Hessen 2021 betrug die Wahlbeteiligung zum Ortsbeirat 60,58 %. Dabei wurden gewählt: ein Mitglied der SPD, zwei Mitglieder der CDU, ein Mitglied des Bündnis 90/Die Grünen und ein Mitglied der Liste „Wir für Hadamar“ (WfH). Der Ortsbeirat wählte Heribert Jeck (CDU) zum Ortsvorsteher.

## Kultur und Sehenswürdigkeiten

### Vereine
- Freiwillige Feuerwehr Oberweyer e. V. (gegründet 1928) mit Jugendfeuerwehr (seit 1. Mai 1975), die im April 2012 vom Hessischen Ministerium des Innern und für Sport als Feuerwehr des Monats ausgezeichnet wurde. Die Feuerwehr Oberweyer pflegt seit November 1969 partnerschaftliche Beziehungen zur benachbarten Freiwilligen Feuerwehr Beselich-Obertiefenbach und seit dem Jahr 1972 zur österreichischen Feuerwehr Schöder.

- Gymnastikverein Oberweyer
- Kath. Frauengemeinschaft
- MGV Liederblüte Oberweyer 1908 e. V.
- Rassegeflügelzuchtverein Oberweyer
- Sportverein Oberweyer
- Thekenmannschaft TM-Knuttler
- VdK-Ortsverband
- Verein der Sportfischer
- Verschönerungsverein, gegründet 1973

### Regelmäßige Veranstaltungen
Die Kirmes in Oberweyer am letzten Septemberwochenende jährte sich im Jahr 2008 zum 125. Mal.
Das Schlachtfest der Freiwilligen Feuerwehr Oberweyer findet jedes Jahr am 1. Novemberwochenende im Feuerwehrhaus statt.

### Ortsbild

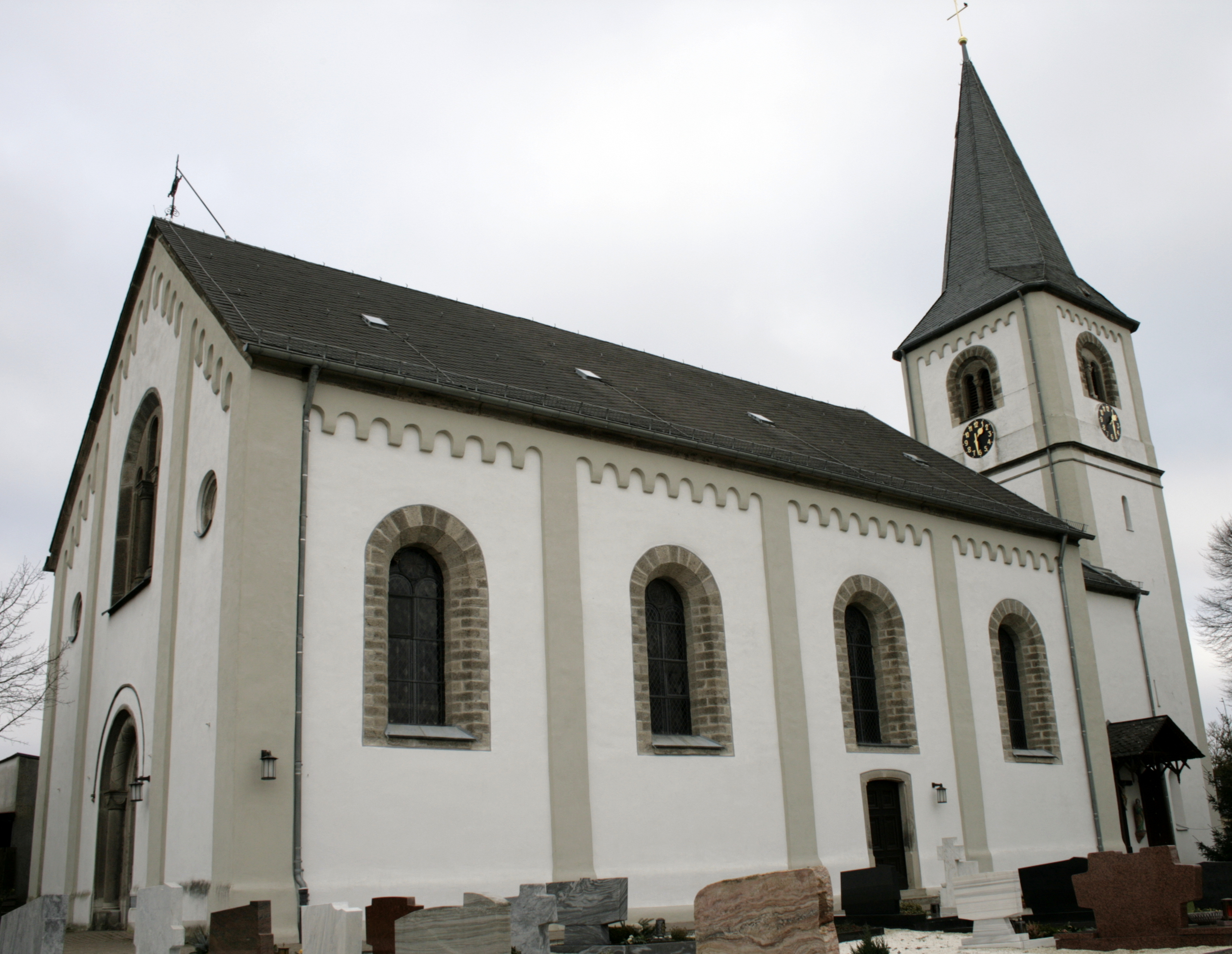
Pfarrkirche St. Leonhard

Oberweyer besitzt einen alten Ortskern, der sich wesentlich im Norden und Osten der heutigen Ortslage befindet. Im Westen des Dorfes steht die Pfarrkirche, die in ihrem jetzigen Zustand aus dem Jahr 1883 stammt. Am nordwestlichen Rand des Dorfes befindet sich das Neubaugebiet „Hinter dem Acker“ und am südwestlichen Ortsausgang das Gewerbegebiet „Auf den Sechsmorgen“. Das Ortsbild ist von einer ungewöhnlich großen Zahl von Bildstöcken und von alten Landwirtschaftsgebäuden aus Fachwerk oder Bruchsteinmauerwerk geprägt.

### Bauwerke

#### Pfarrkirche
Seit dem Neubau im Jahr 1883 hat das Kirchenschiff bei einer Länge von nun 21,8 Metern und einer Breite von 15 Metern eine Gesamtfläche von 327 Quadratmetern. Der Turm stammt noch von dem vorherigen Kirchenbau, allerdings wurde ein neues Glockengeschoss aufgesetzt. Auch der Übergang zwischen Turm und Langhaus ist ebenfalls ein Überrest des alten Kirchenschiffs und enthält heute den Chorraum der Kirche. Die Decke des Kirchenraums ist offen gehalten. Die Ausstattung weist einige barocke Figuren auf. Im Jahr 1998 erfolgte eine umfassende Innen- und Außenrestaurierung der Kirche.
Zum Denkmalensemble der Kirche gehören auch ein Missions- und ein Friedhofskreuz von 1837 auf dem angrenzenden ehemaligen Friedhof sowie das benachbarte Pfarrhaus. Es wurde 1910 mit Walmdach, Giebelportal über dem Eingang und mit einem Fassadenband abgesetzten Obergeschoss errichtet.

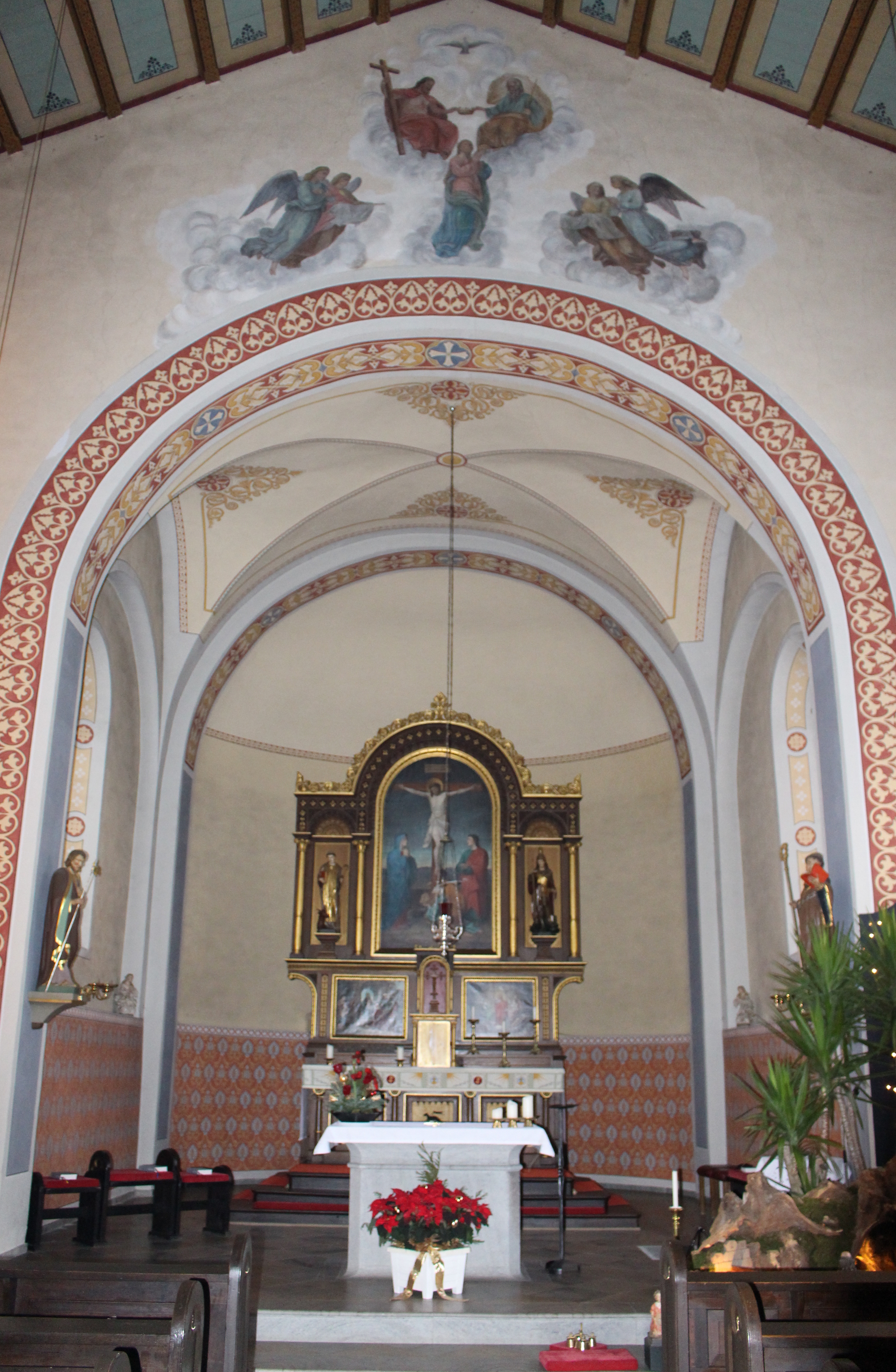
Altarraum
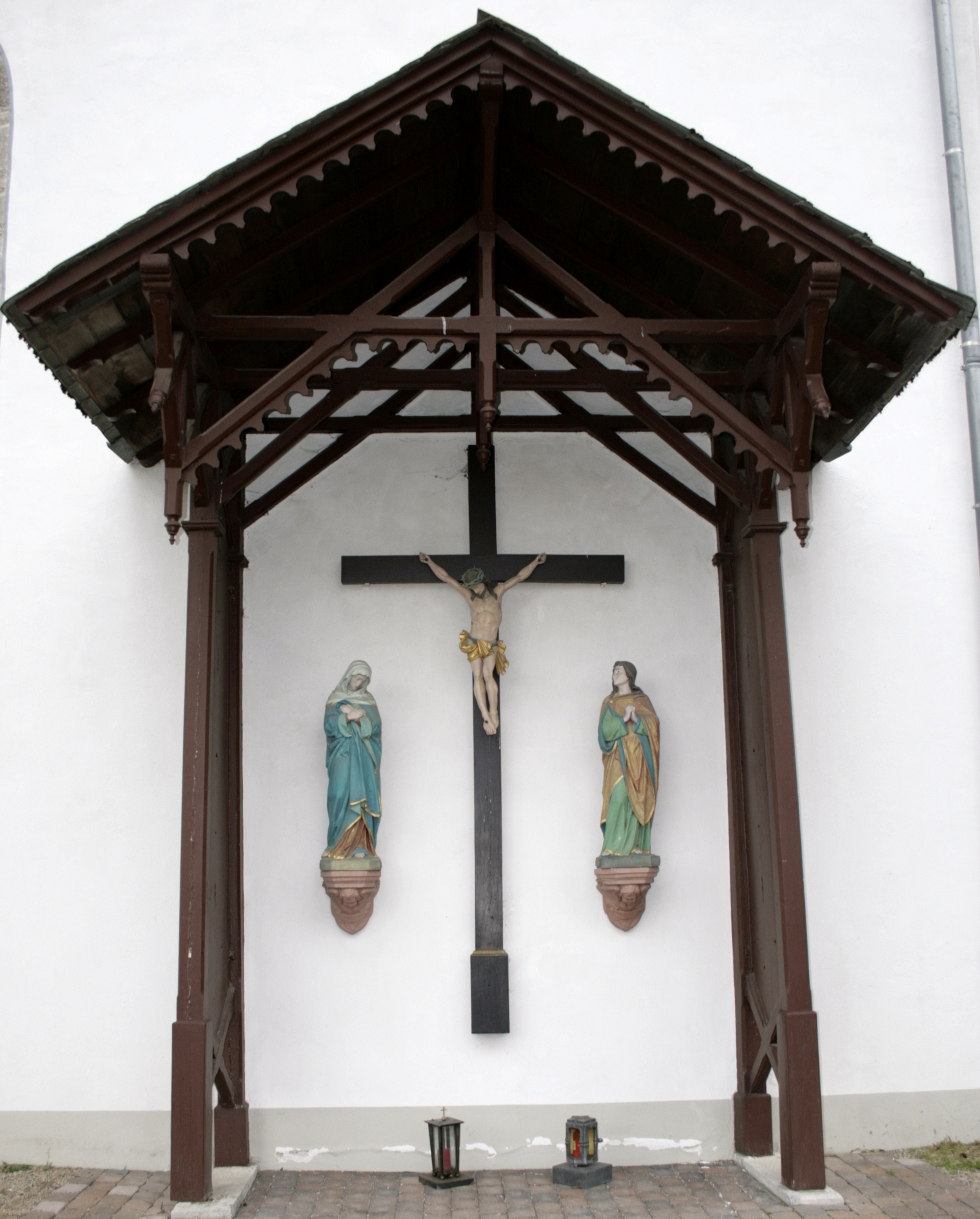
Missionskreuz an der Pfarrkirche
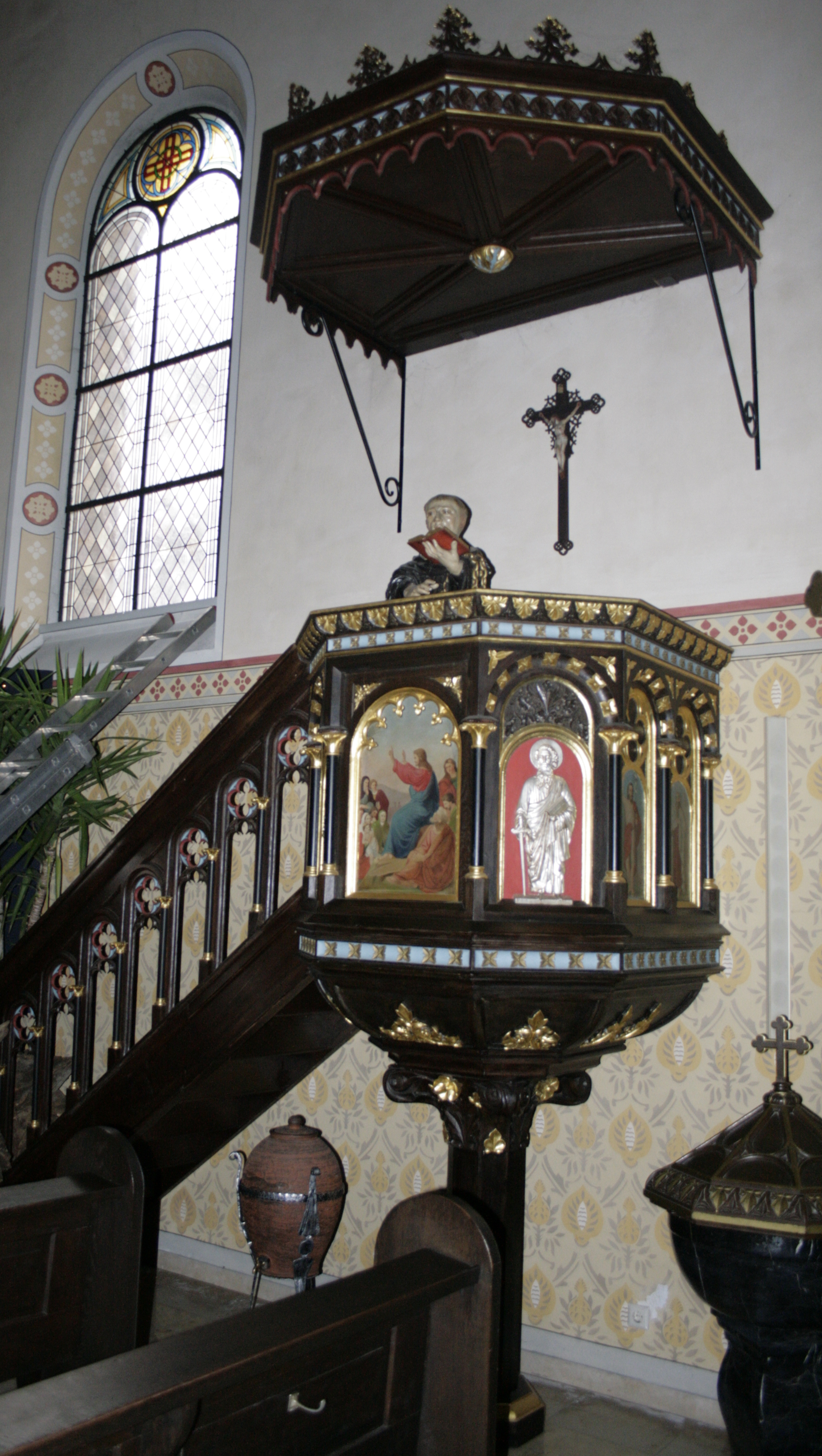
Kanzel
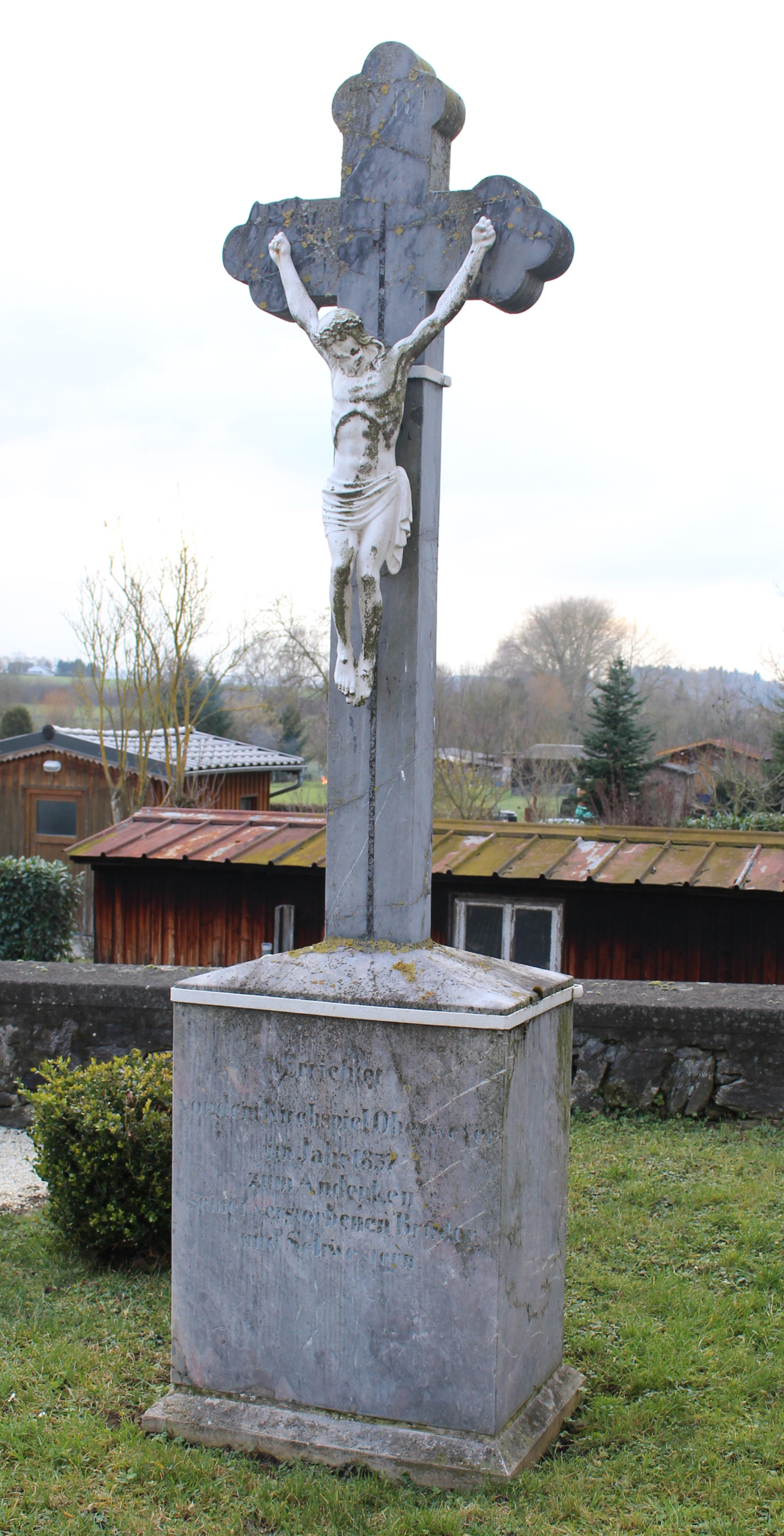
Friedhofskreuz von 1837 am Eingang der Kirche

#### Kirchstraße 1
Der vermutlich aus dem 17. Jahrhundert stammende Fachwerkbau ist das älteste weitgehend erhaltene Gebäude des Orts. Die Fachwerkkonstruktion war jahrzehntelang vollständig verkleidet, wurde aber kurz nach dem Jahr 2000 wieder freigelegt. Das Gebäude ist ungewöhnlich breit und mit geringer Tiefe ausgeführt.

#### Oberdorfstraße 24
Im Gegensatz zu vielen Nachbargebäuden ist dieser Hakenhof weitgehend unverändert geblieben. Das Wohnhaus dürfte dem 18. Jahrhundert entstammen. Auch das massiv gemauerte Erdgeschoss war wohl schon in der Ursprungsform enthalten. Das Fachwerk-Obergeschoss ist heute verschiefert. Die große Scheune aus dem 19. Jahrhundert bestand aus Bruchsteinmauerwerk und kleineren Fachwerk-Segmenten. Konsolensimse und Backstein-Einfassungen der Wandöffnungen schmückten sie. Im Jahr 2002 wurde die Scheune abgerissen. Der davor liegende Stall, der auf das 18. Jahrhundert zurückgeht, sticht ebenfalls durch Bauschmuck in Form einer hervorgehobenen Kniestock-Schwelle hervor, die sich trotz ansonsten massiver Erneuerungen erhalten hat.

#### Schulstraße 6
Dieses Gebäude aus dem 18. Jahrhundert zeigt offenes Sichtfachwerk. Über dem massiven Erdgeschoss erhebt sich ein auffallend gleichförmiges Fachwerk mit nur einigen wenigen genasten Zierstreben über der Profilschwelle.

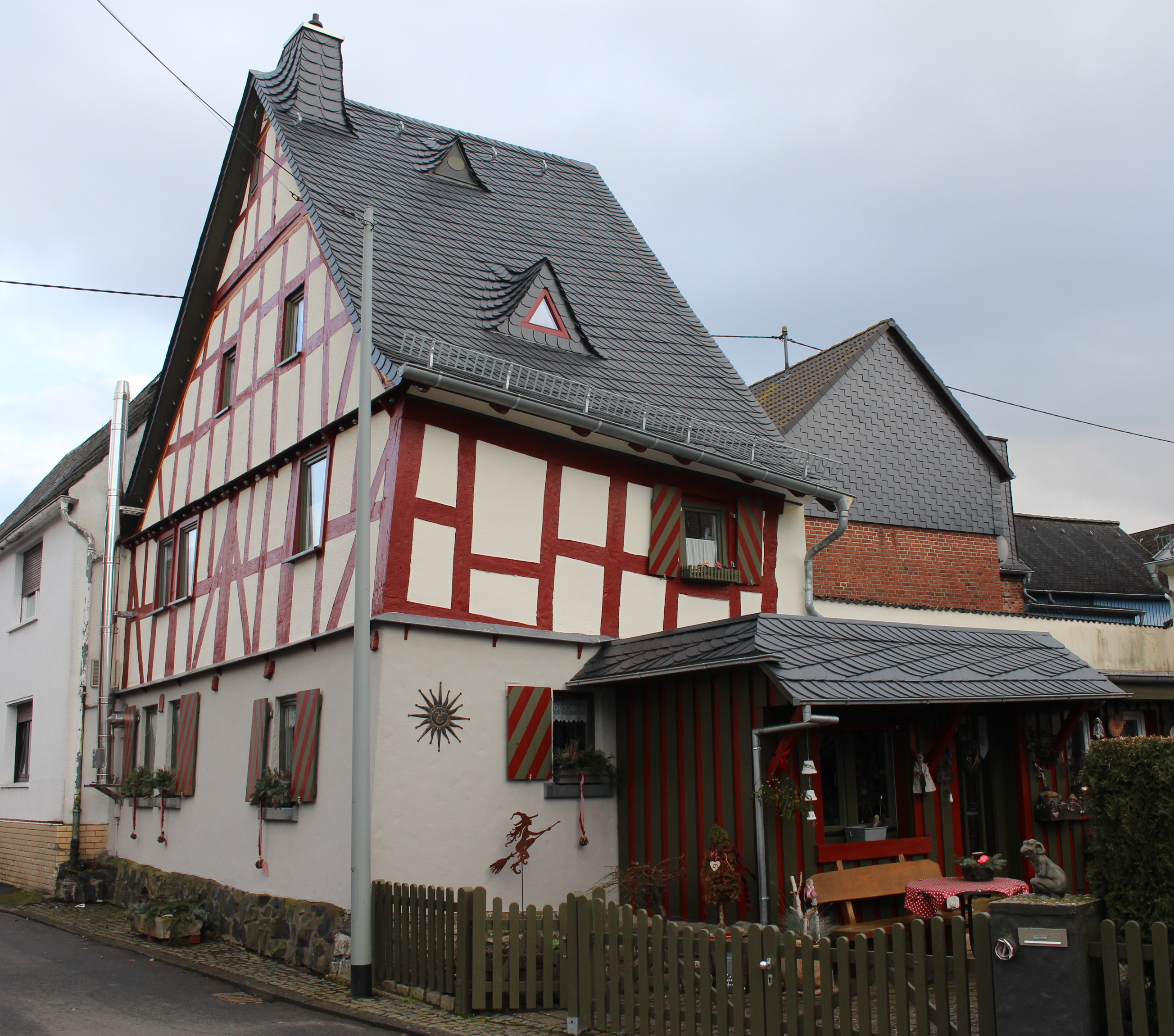
Haus Kirchstraße1
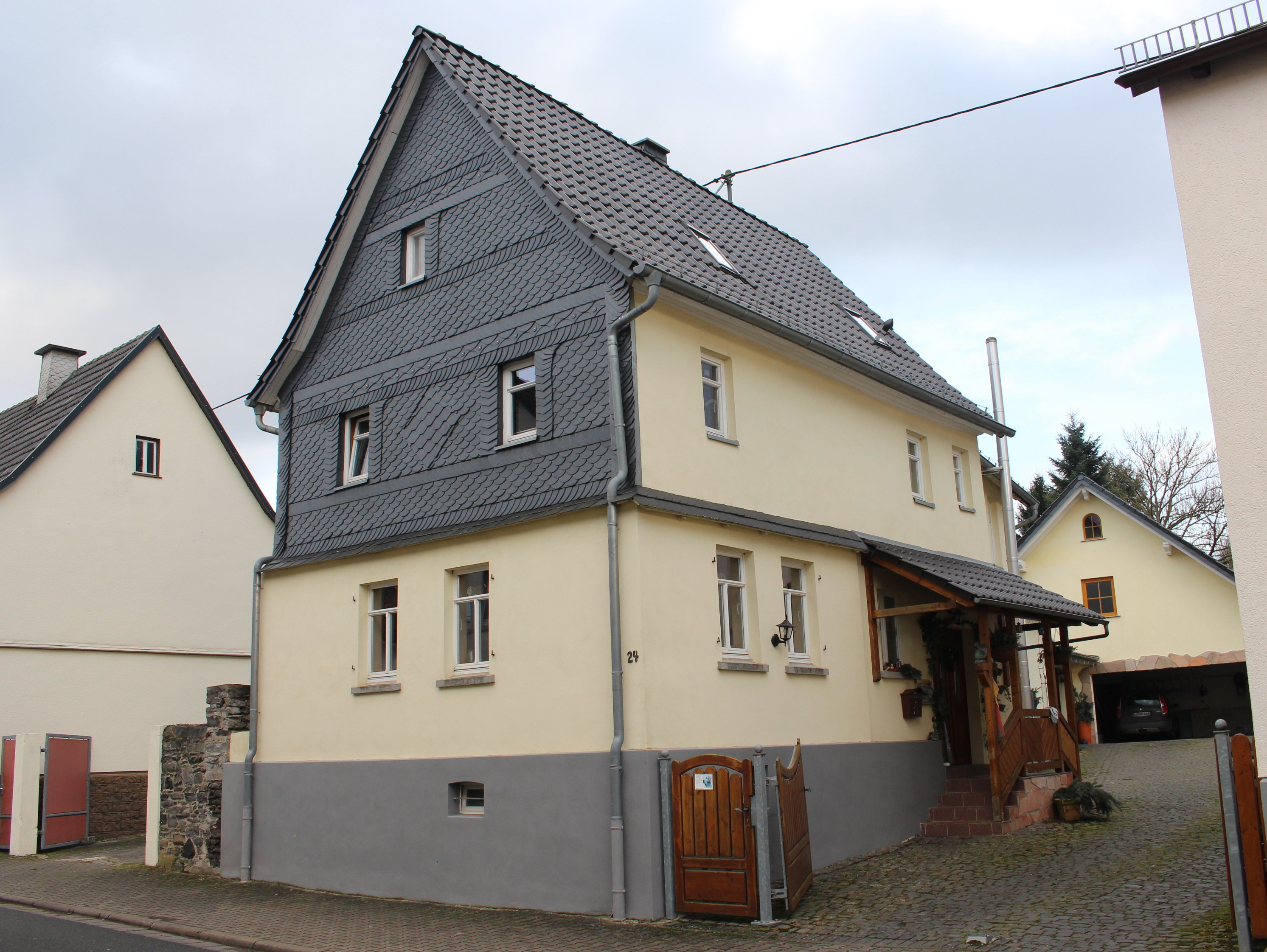
Oberdorfstraße 24, von Nordosten gesehen
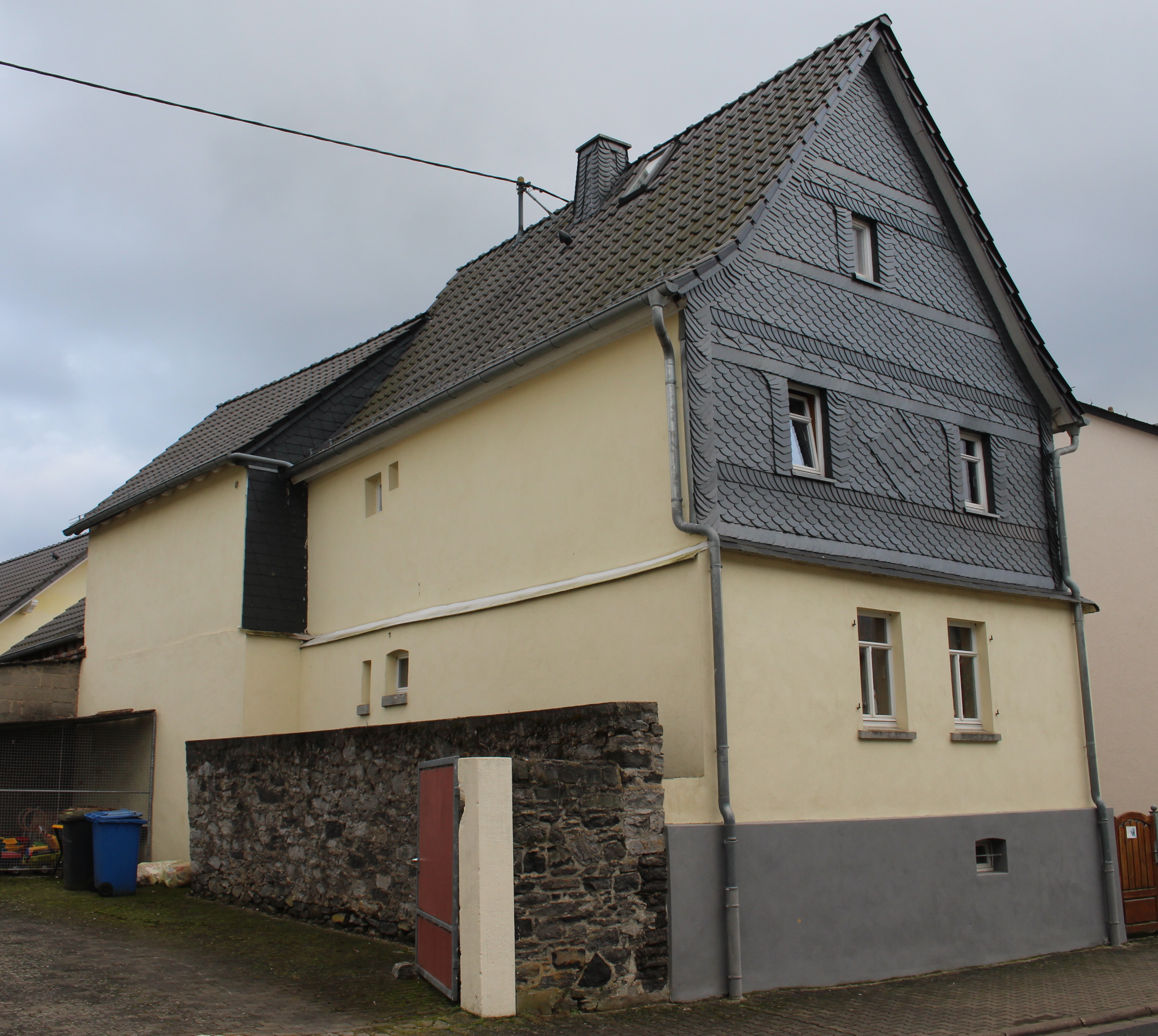
Oberdorfstraße 24, von Nordwesten gesehen
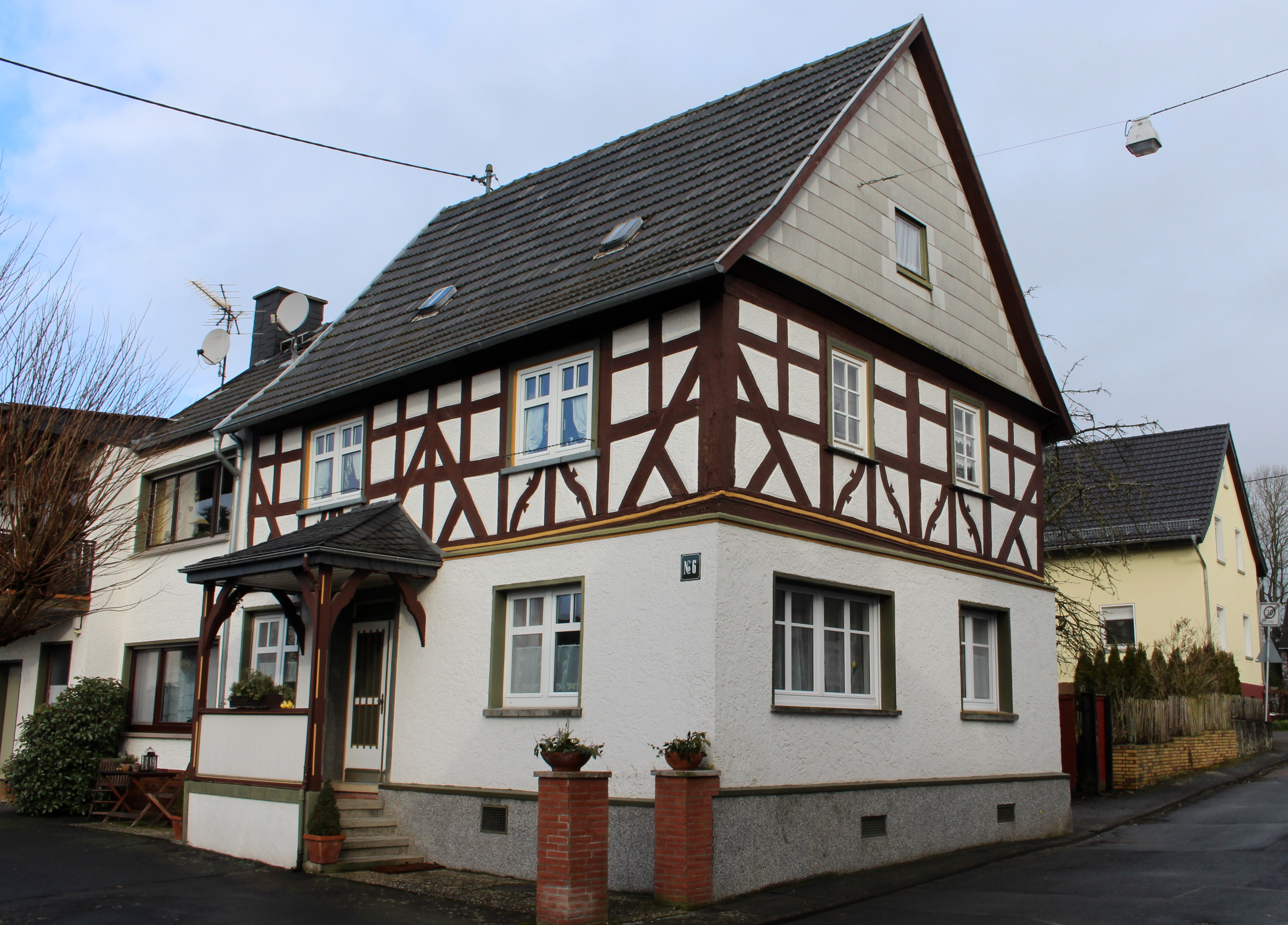
Haus Schulstraße 6

#### Bildstöcke und Flurkreuze
Oberweyer zeichnet sich durch eine, auch für einen katholischen Ort, ungewöhnlich große Zahl von Bildstöcken und Flurkreuzen aus. Im Folgenden die denkmalgeschützten Stätten dieser Art:
Landstraße nach Niederweyer: Der Sockel des aus dem 19. Jahrhundert stammenden Bildstock ist aus quaderförmig behauten Natursteinen geformt, der restliche Baukörper aus Beton. 1992 wurde das Bauwerk renoviert.
Oberdorfstraße 9: Dieser Bildstock aus dem 19. Jahrhundert steht zusammen mit der Hofmauer unter Denkmalschutz, in die er eingelassen ist. Die Mauer umschließt eine größere Hofreite und grenzte sie von der südöstlichen Zufahrt zum alten Dorfkern ab. Der ummauerte Hofabschluss ist nur in wenigen Orten der Region noch in dieser Form erhalten, kommt in Oberweyer aber häufig vor. Damit und steht Oberweyer exemplarisch für ein einstmals verbreitetes Ortsbild.
Oberdorfstraße 11: Dieser aus Backsteinen gemauerte und verputzte Bildstock ist ebenfalls in eine Hofmauer eingelassen. Der Pyramidenhelm ist ein frühes Beispiel für ein Zementgussverfahren. Von historischem Wert ist auch das schmiedeeiserne Türchen, weshalb das Bauwerk unter Denkmalschutz steht. Örtlichen Überlieferungen zufolge geht dieser Bildstock auf das Gelübde dreier Mädchen zurück, die im Dreißigjährigen Krieg dort vor schwedischen Soldaten auf einen Baum flüchteten und von ihren Verfolgern nicht entdeckt wurden.
Bildstock Obertiefenbacher Straße (ortsnah): Der Bildstock befindet sich östlich der Ortslage am Nordrand des Weges nach Obertiefenbach und wird von kleineren Bildmalen flankiert. Um 1900 dürfte das Bauwerk aus inzwischen verputzten Backsteinen und mit einem hölzernen Pyramidendach errichtet worden sein. Der Rahmen des Türchens dürfte aus der Bauzeit stammen. Der Sockel zeigt eine Nische für eine Votivtafel, die aber nicht vorhanden ist.
Wegkreuz Obertiefenbacher Straße: Das Kreuz aus grauem Villmarer Marmor steht ebenfalls östlich des Ortes, aber am Südrand der Obertiefenbacher Straße. Die Stifterinschrift der Oberweyerer Familie Jung gibt 1878 als Errichtungsdatum an. Der Sockel ist mehrfach gegliedert, das Kreuz trägt einen nur kleinen Christuskorpus in Relief-Ausführung. Die Formgebung ist offenbar nazarenisch beeinflusst. Die Ausführung ähnelt stark dem Wegkreuz an der Oberzeuzheimer Straße. 1993 erfolgte eine Restaurierung des denkmalgeschützten Wegkreuzes.
Bildstock Obertiefenbacher Straße (ortsfern): Das Errichtungsdatum dieses Bildstocks mit hölzernem Pyramidendach nahe an der Gemarkungsgrenze zu Obertiefenbach lässt sich heute nicht mehr nachvollziehen. 1986 wurde das Bauwerk, das nicht unter Denkmalschutz steht, restauriert.
Oberzeuzheimer Straße 1: Dieser Bildstock wurde aus Bruchstein an einer abgeschrägten Straßenecke errichtet. Der Bauschmuck deutet auf das 19. Jahrhundert hin, das Holzdach trägt eine Zierspitze. 1989 wurde der denkmalgeschützte Bildstock vom Verschönerungsverein restauriert.
Oberzeuzheimer Straße 11: Es handelt sich wiederum um einen in eine Hofmauer eingelassenen Bildstock, wohl aus dem Jahr 1910. Zwei massive Kalkmarmorpfeiler bestimmen die Form. Das Dach trägt eine Zierspitze. Die Nische für die Votivtafel im Sockel ist leer. Um das Jahr 2000 herum wurde das Denkmal restauriert. Überlieferungen zufolge wurde er aus einem Gelübde heraus errichtet, weil ein Sohn der Familie Bausch eine Blinddarmerkrankung überlebte.
Oberzeuzheimer Straße 23: Dieses Wegkreuz lässt sich exakt auf 1801 datieren. Der hellgraue Marmor wurde sorgfältig bearbeitet und geglättet. Der breite Balustersockel trägt die Stifterinschrift einer „Wittwe Stehlerin“. Der plastisch herausgearbeitete Christuskorpus ist vergleichsweise groß. Durch Straßen- und Bauarbeiten befindet sich der Sockel tiefer im Boden als in seiner ursprünglichen Form und wird zudem teilweise von einer Mauer verdeckt.
Oberzeuzheimer Straße 24: Der Bildstock in einer Hofmauer wurde vermutlich am Anfang des 19. Jahrhunderts aus Bruchstein errichtet und dürfte damit eines der ältesten Bauwerke dieser Art im Ort sein. Ein Zahnschnittfries und eine aufgesetzte Spitze zieren das hölzerne Pyramidendach zusätzlich. Der Bildstock steht unter Denkmalschutz.
Wegkreuz Oberzeuzheimer Straße: Das denkmalgeschützte Kreuz aus grauem Marmor befindet sich an der heutigen Nordwest-Ecke des Orts. Als Stifter ist Georg Schmied angegeben, der an seinen 1835 beim Baumfällen tödlich verunglückten, 20-jährigen Sohn erinnern wollte. Ähnlich wie beim Kreuz an der Obertiefenbacher Straße ist der Korpus sehr klein und nur als Relief ausgeführt.
Landstraße nach Oberzeuzheim (ortsfern): Dieser nicht denkmalgeschützte Bildstock mit einem weit ausladenden Holzdach wurde 1922 zur Erinnerung an den beim Ackern an einem Herzschlag verstorbenen Peter Bausch errichtet.
Landstraße nach Oberzeuzheim (ortsnah): Dieser „Schneiderkapellchen“ genannte Bildstock befindet sich nach der Bebauung der jüngsten Neubaugebiete inzwischen am nordwestlichen Ortsrand. Es soll auf das Gelübde eines Einwohners zurückgehen, einen Bildstock zu stiften, sollten seine drei Söhne den Ersten Weltkrieg überleben.
Wegkreuz Steinbacher Straße: Das ursprüngliche Kreuz dieses 1788 von der Oberweyerer Familie Stähler gestifteten, inzwischen denkmalgeschützten Gedenkortes nördlich des Dorfs ist nicht mehr vorhanden. Lediglich der Sockel aus hellem Marmor befindet sich noch im Originalzustand. Später wurde ein neues Kreuz aus dunklem Gestein aufgesetzt. Örtlichen Überlieferungen zufolge soll der Gedenkort an ein vom Blitz erschlagenes Ehepaar erinnern.
Wegkreuz Kreisstraße 459: Auch dieses Wegkreuz aus der Zeit um 1800 ist nicht mehr im Originalzustand, steht aber unter Denkmalschutz. Heute erhebt sich auf dem Sockel mit einer Stifterinschrift der Familie Bausch aus grauem Marmor südlich des Orts an der Straße nach Ahlbach ein Kreuz mit Korpus jüngeren Datums.

Bildstöcke und Wegkreuze in Oberweyer
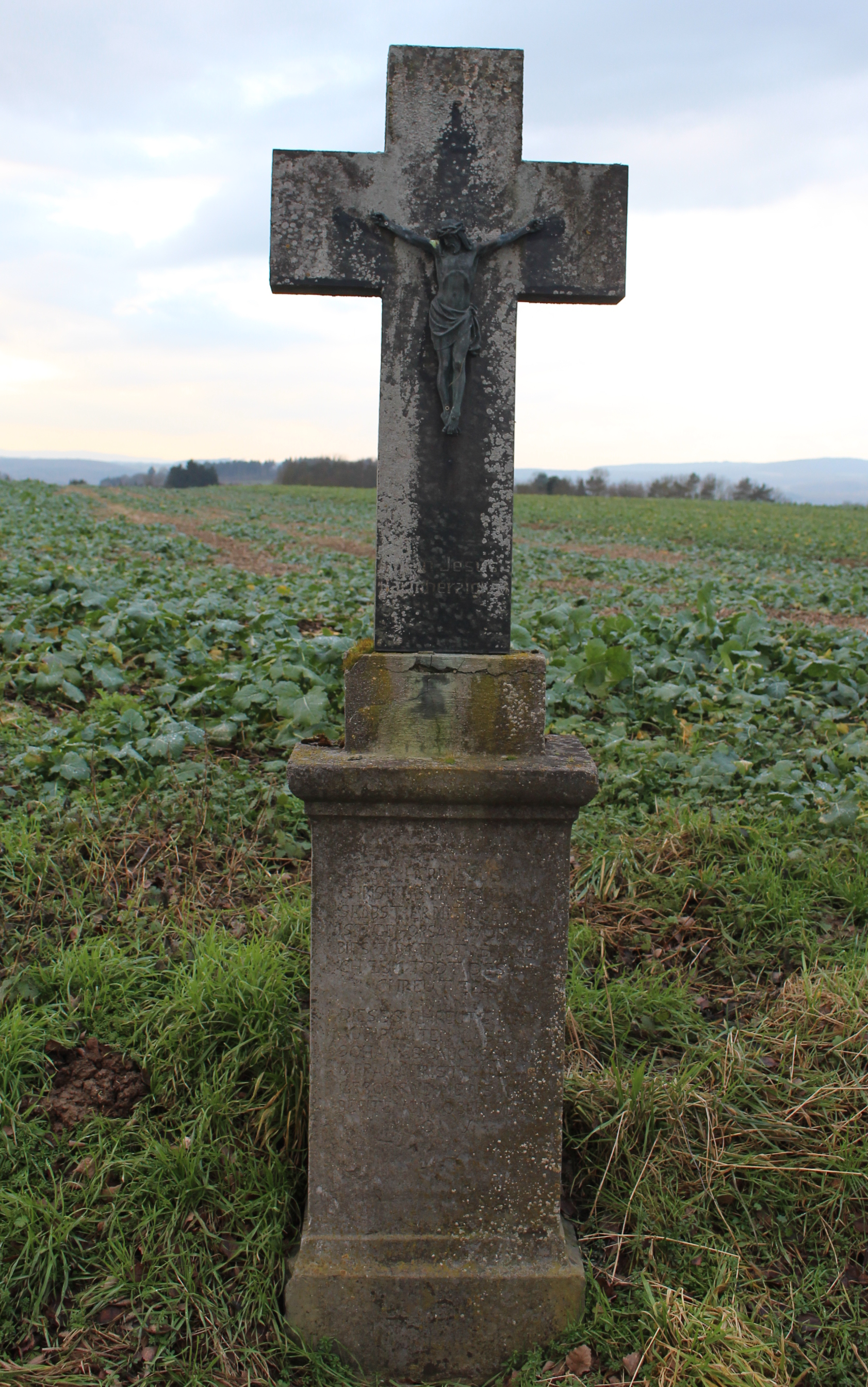
Landstraße nach Ahlbach
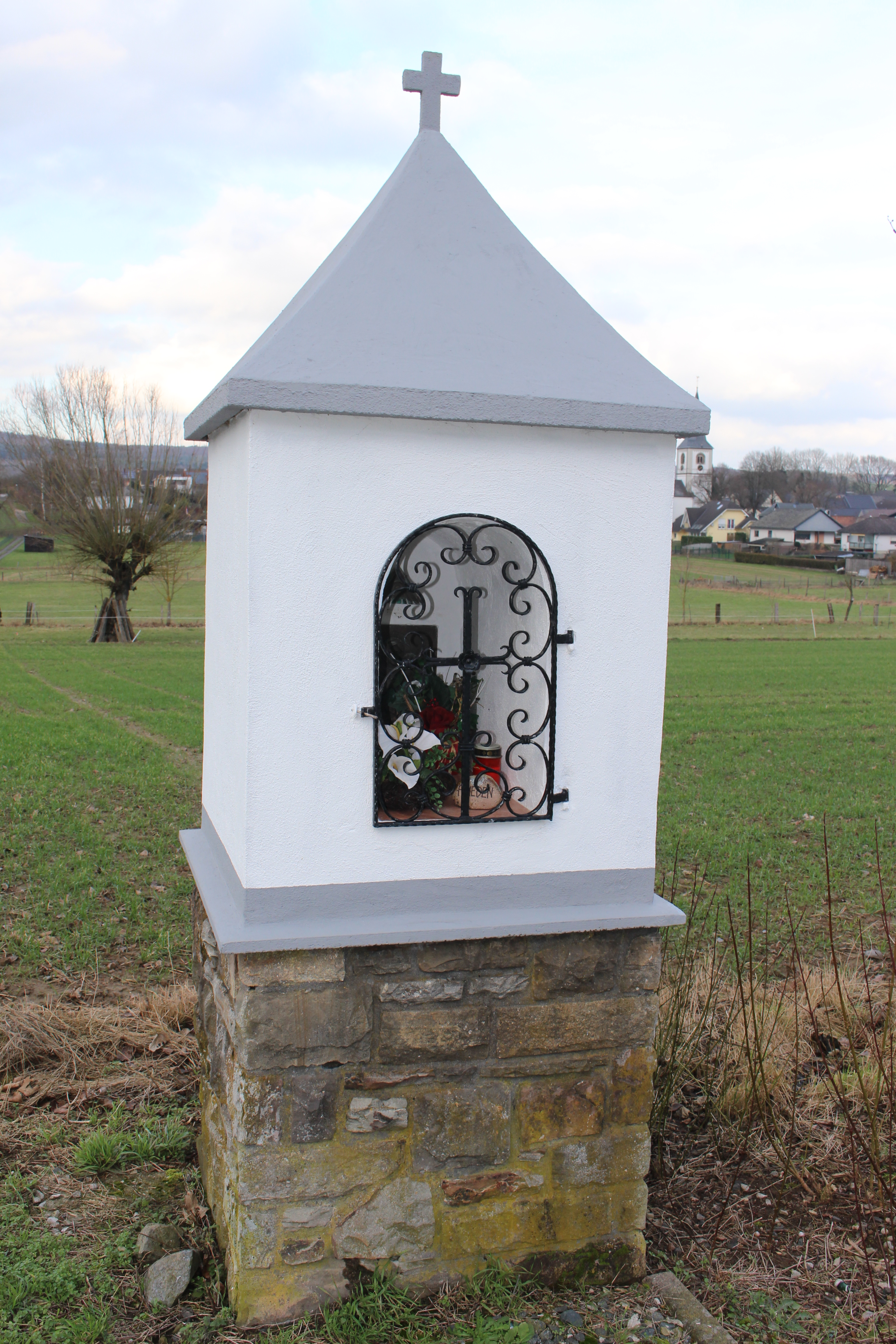
Landstraße nach Niederweyer
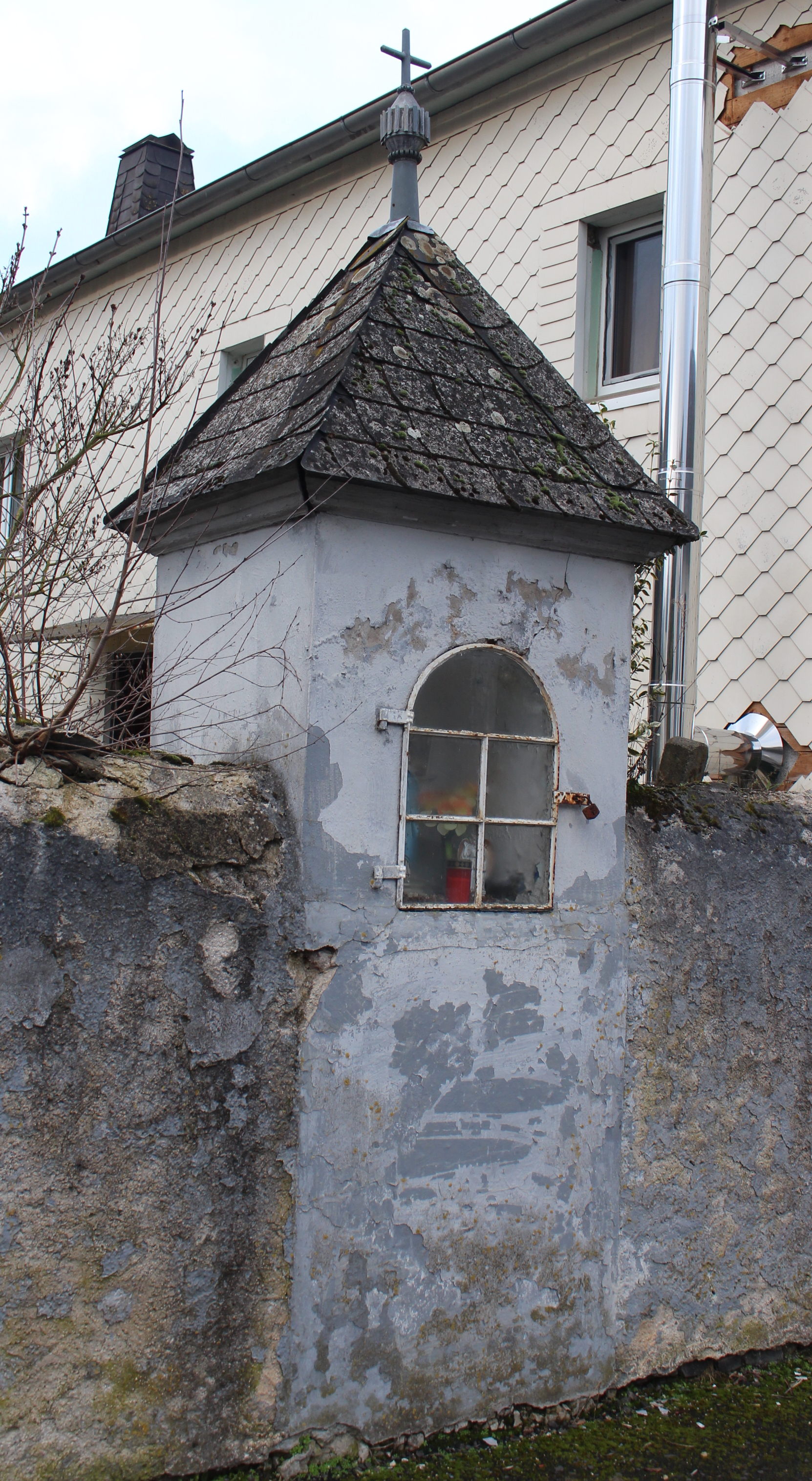
Oberdorfstraße 9
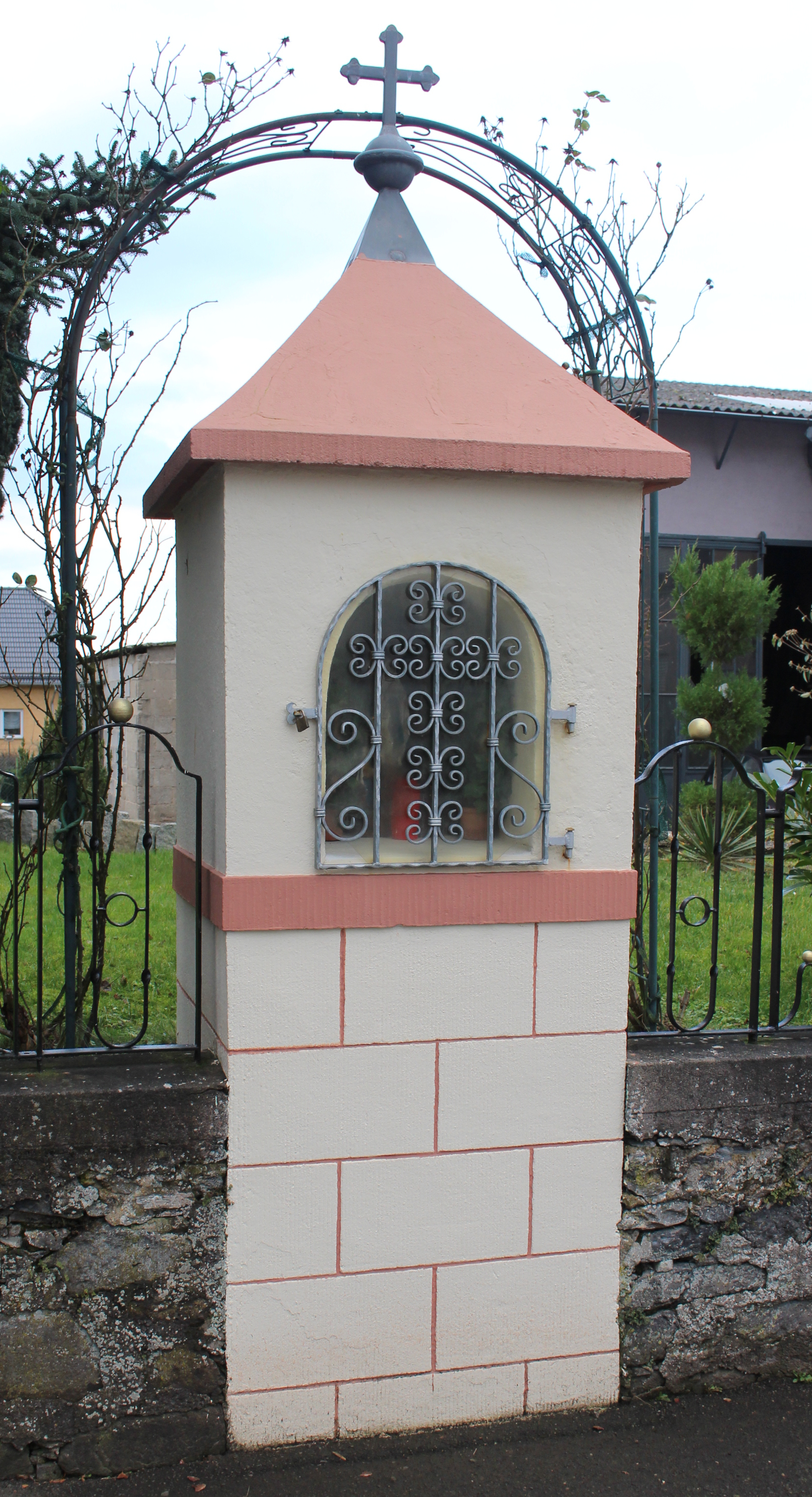
Oberdorfstraße 11
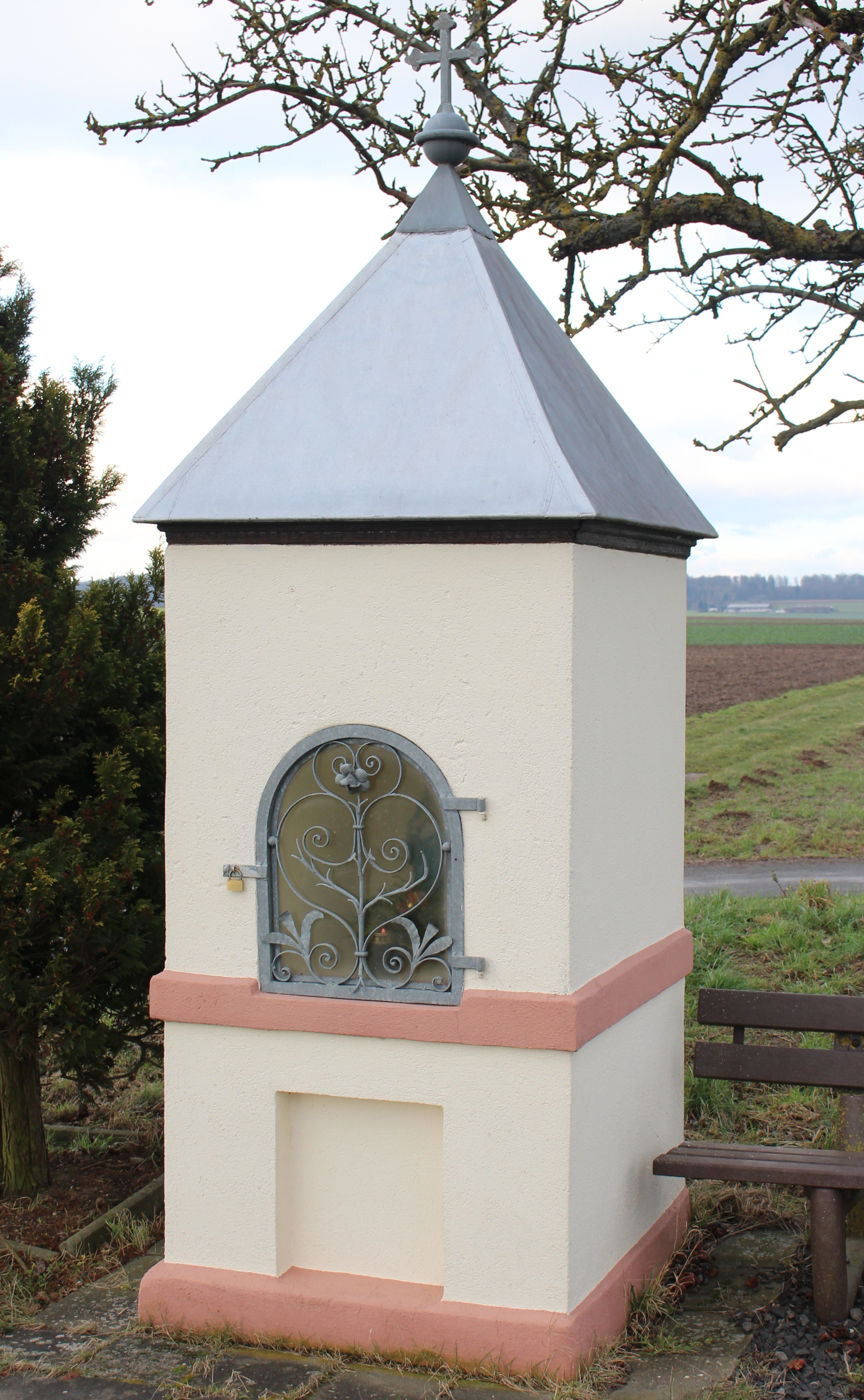
Landstraße nach Obertiefenbach (ortsnah)
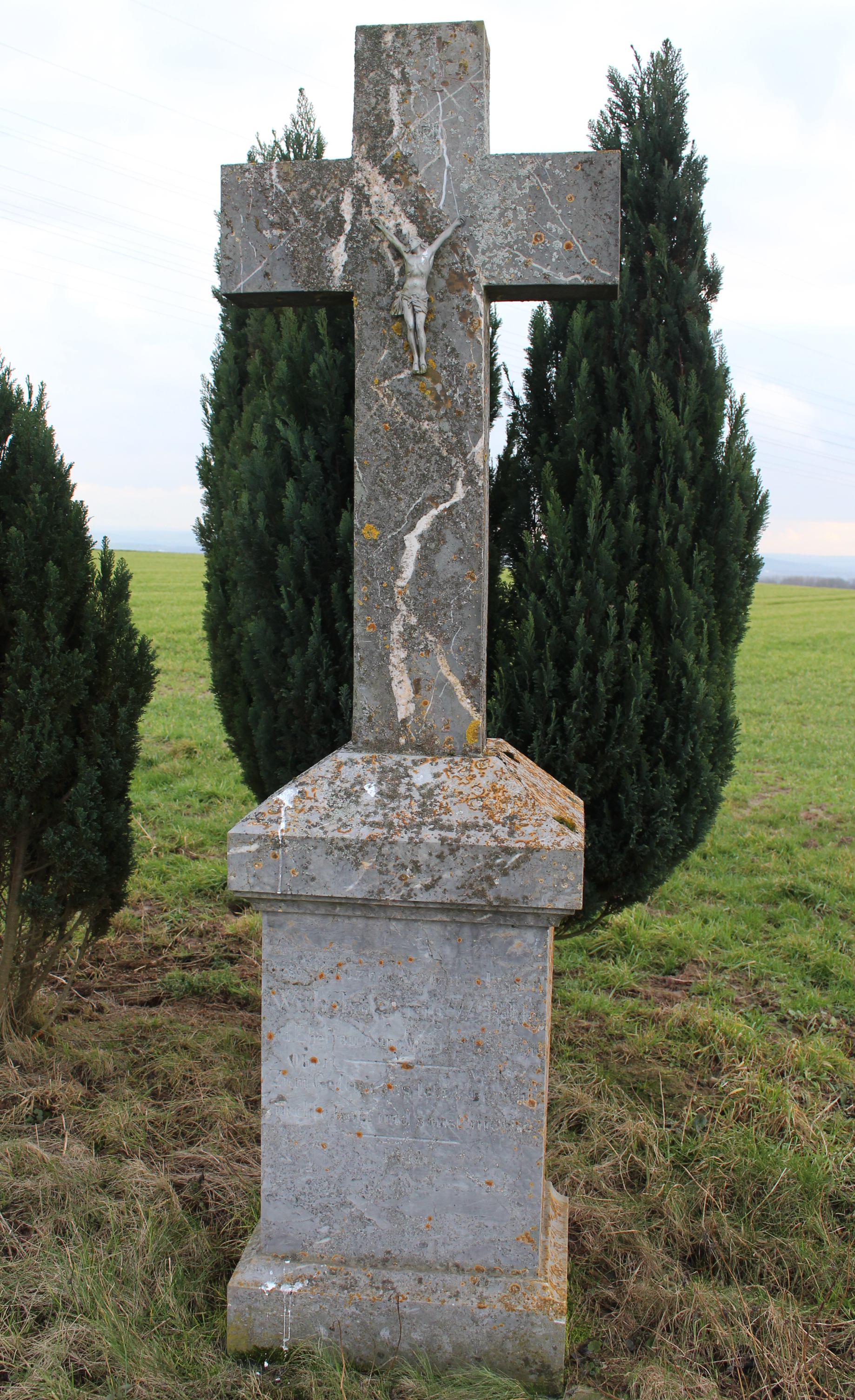
Landstraße nach Obertiefenbach
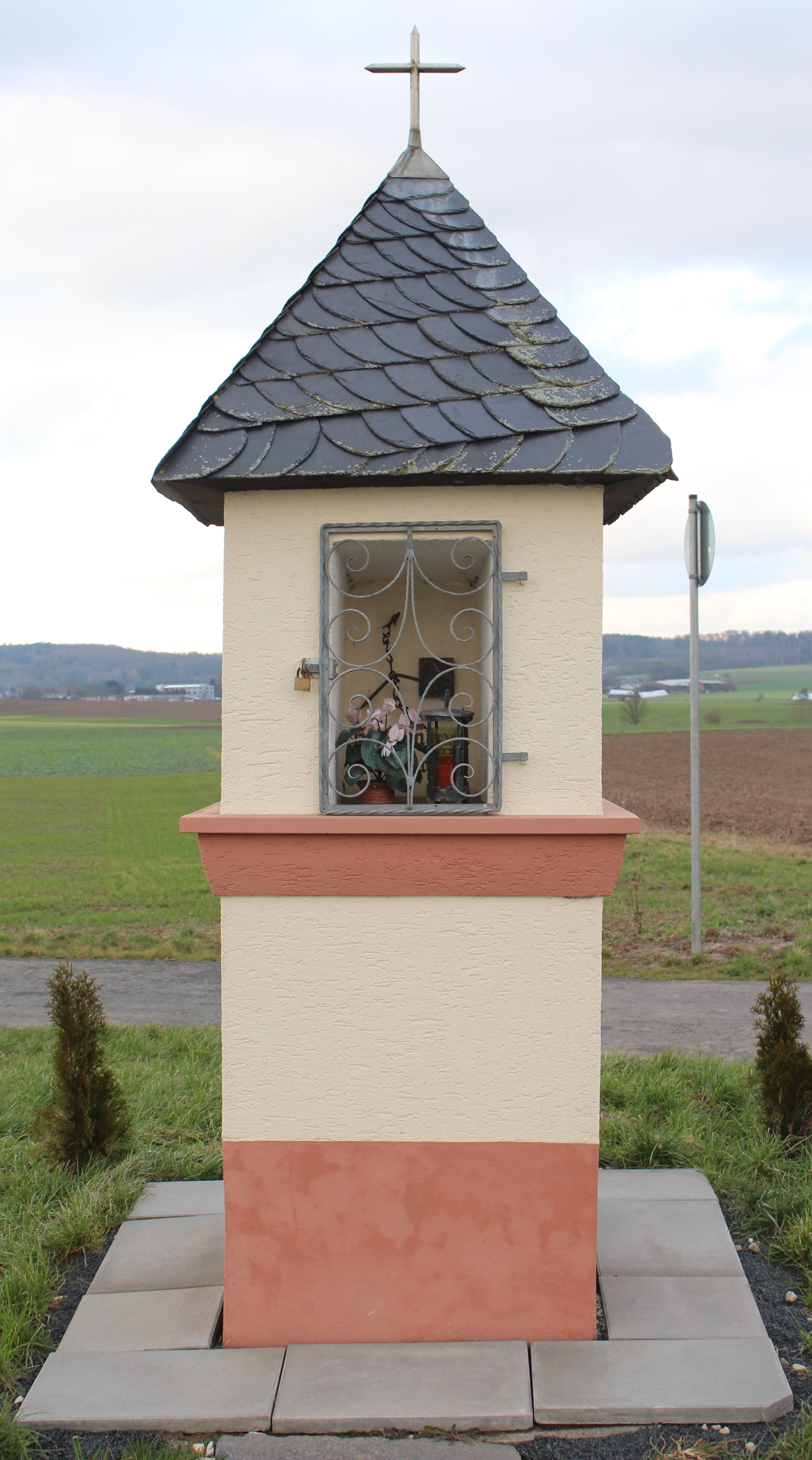
Landstraße nach Obertiefenbach (ortsfern)
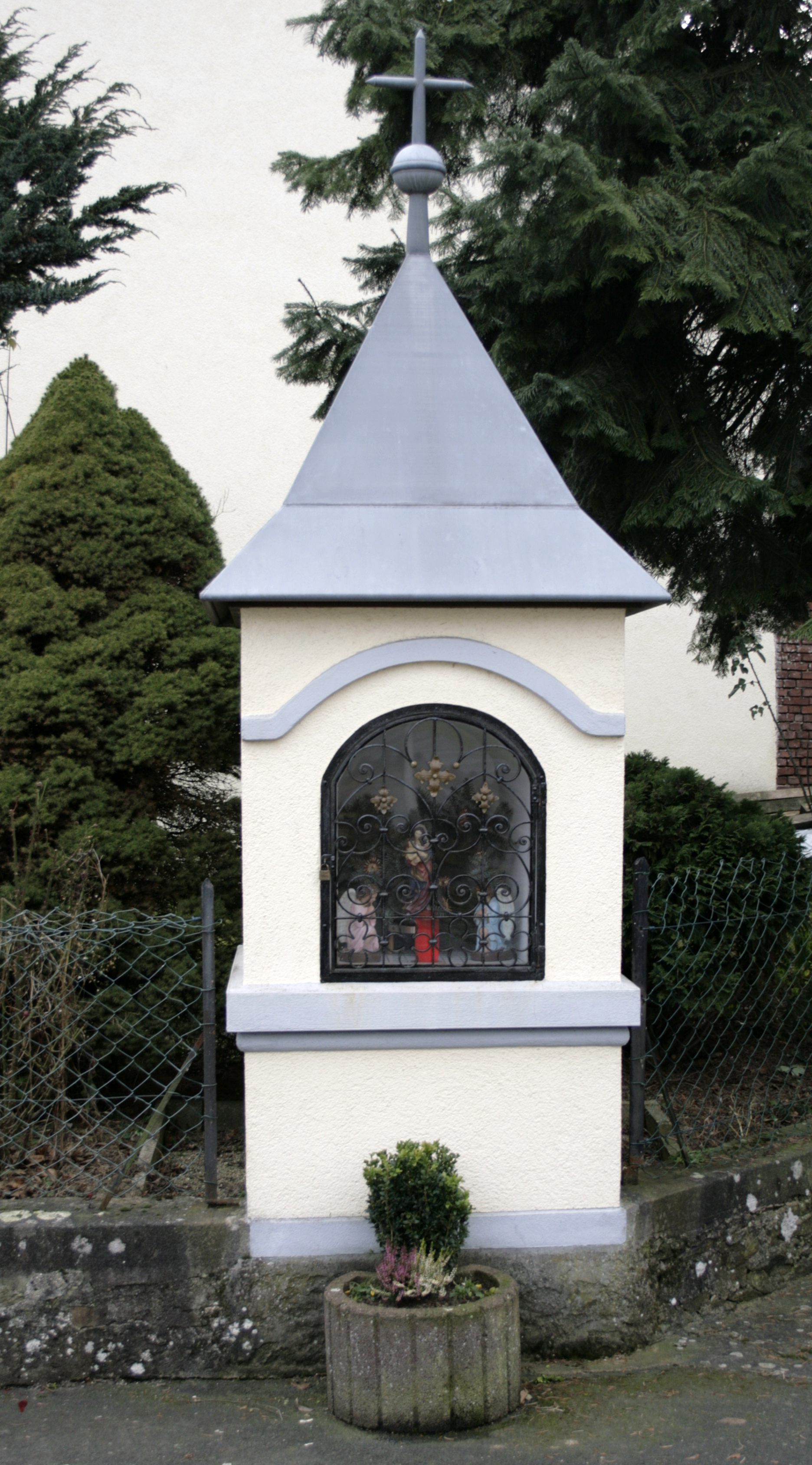
Oberzeuzheimer Straße 1
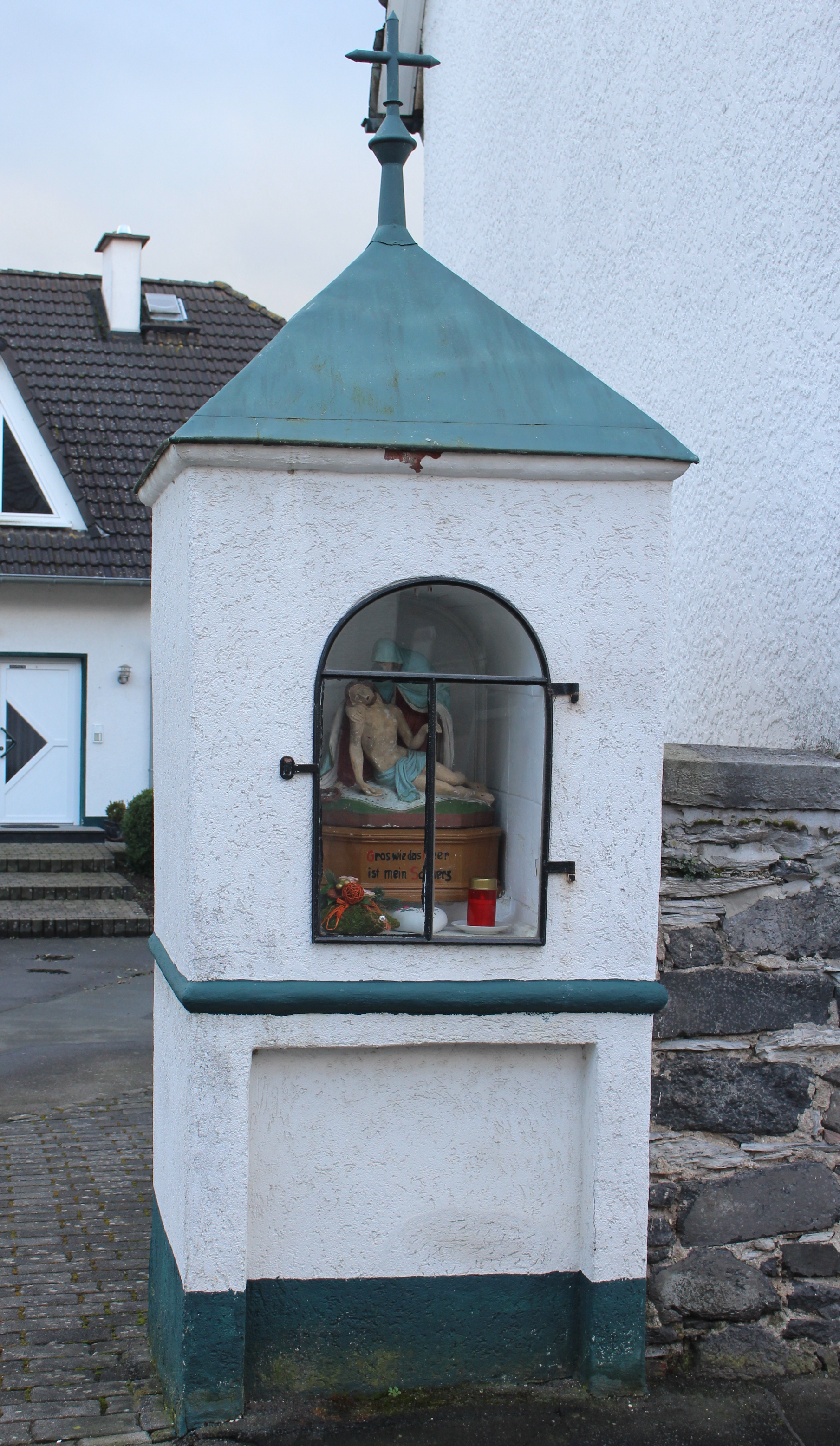
Oberzeuzheimer Straße 11
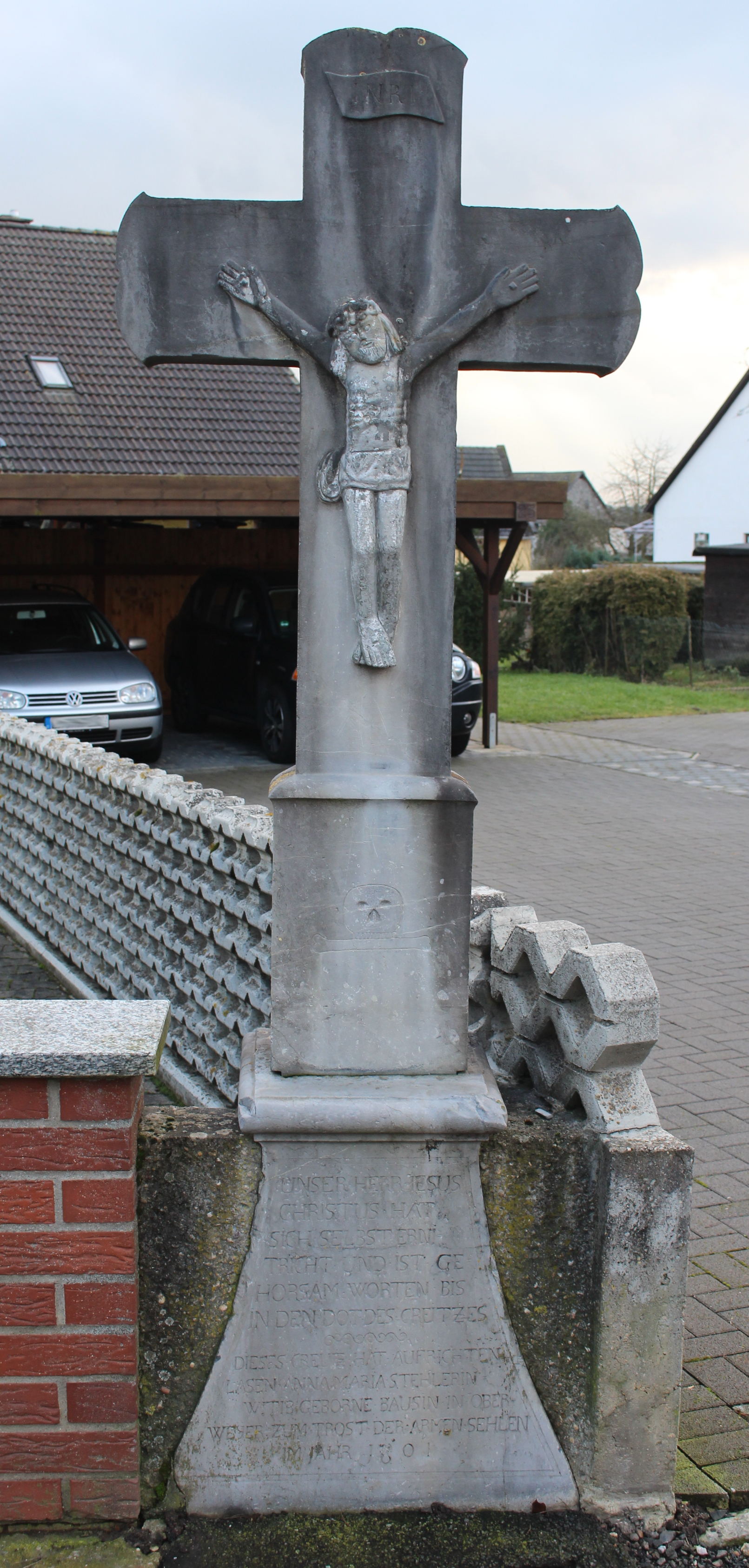
Oberzeuzheimer Straße 23
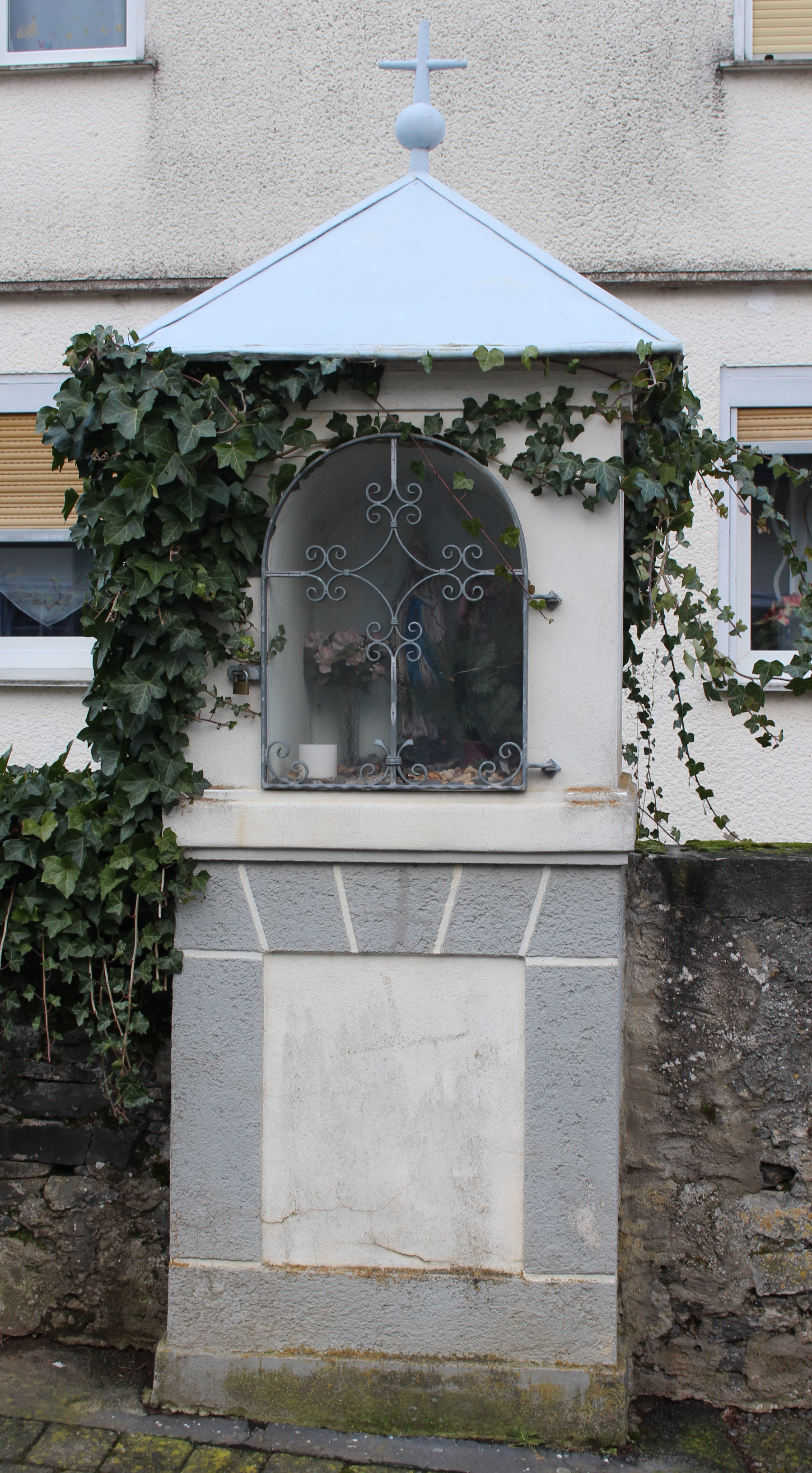
Oberzeuzheimer Straße 24
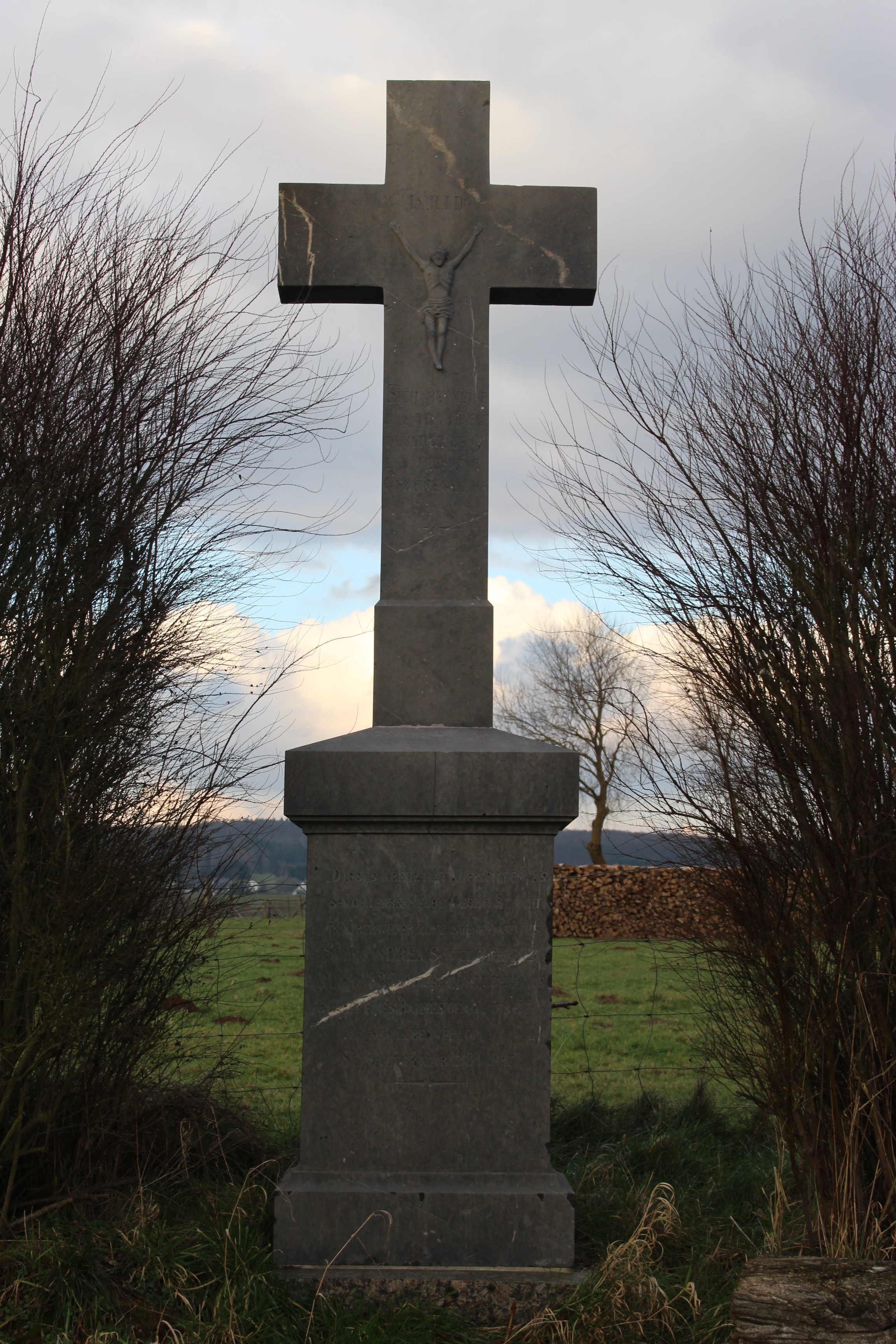
Landstraße nach Oberzeuzheim
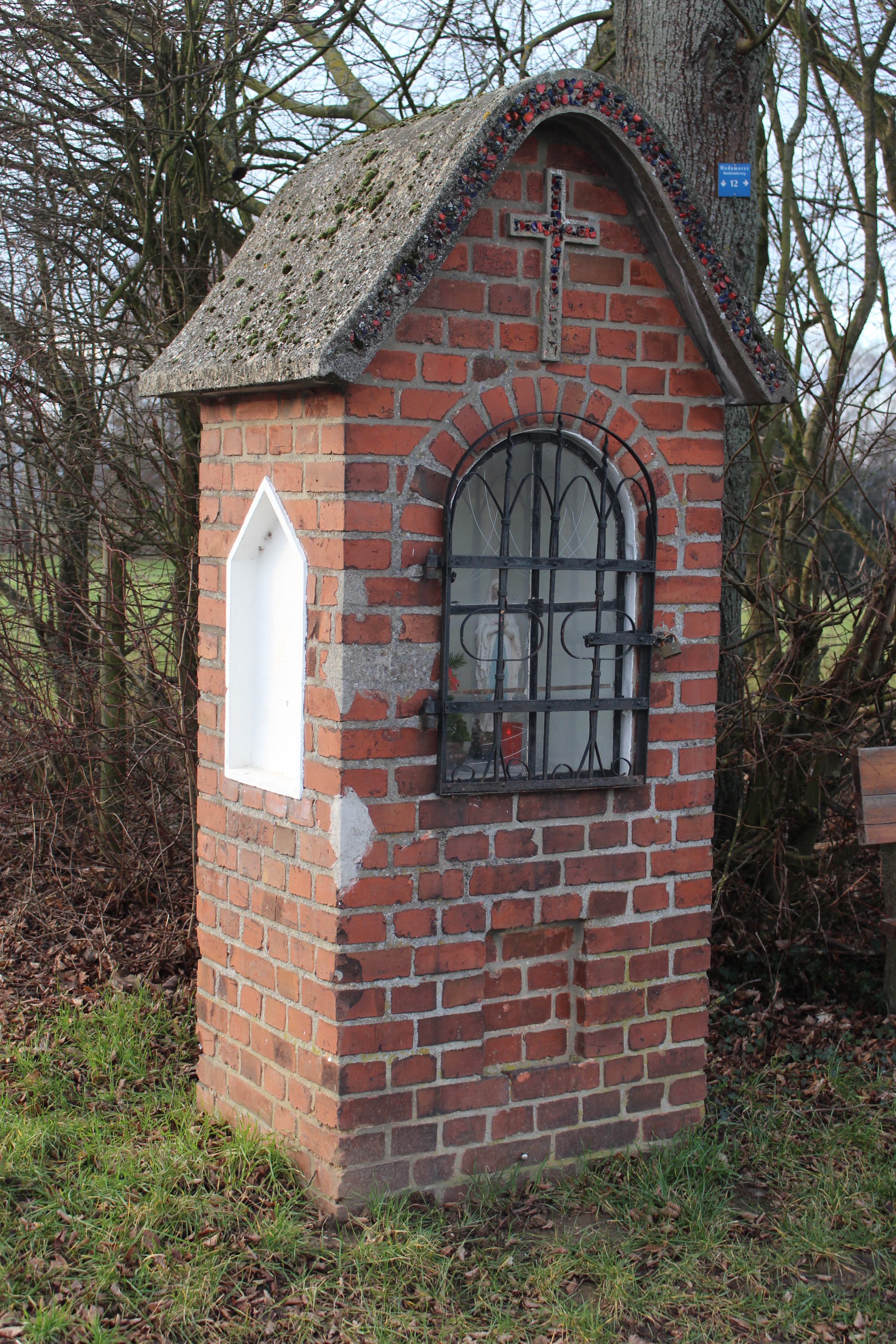
Landstraße nach Oberzeuzheim (ortsnah)
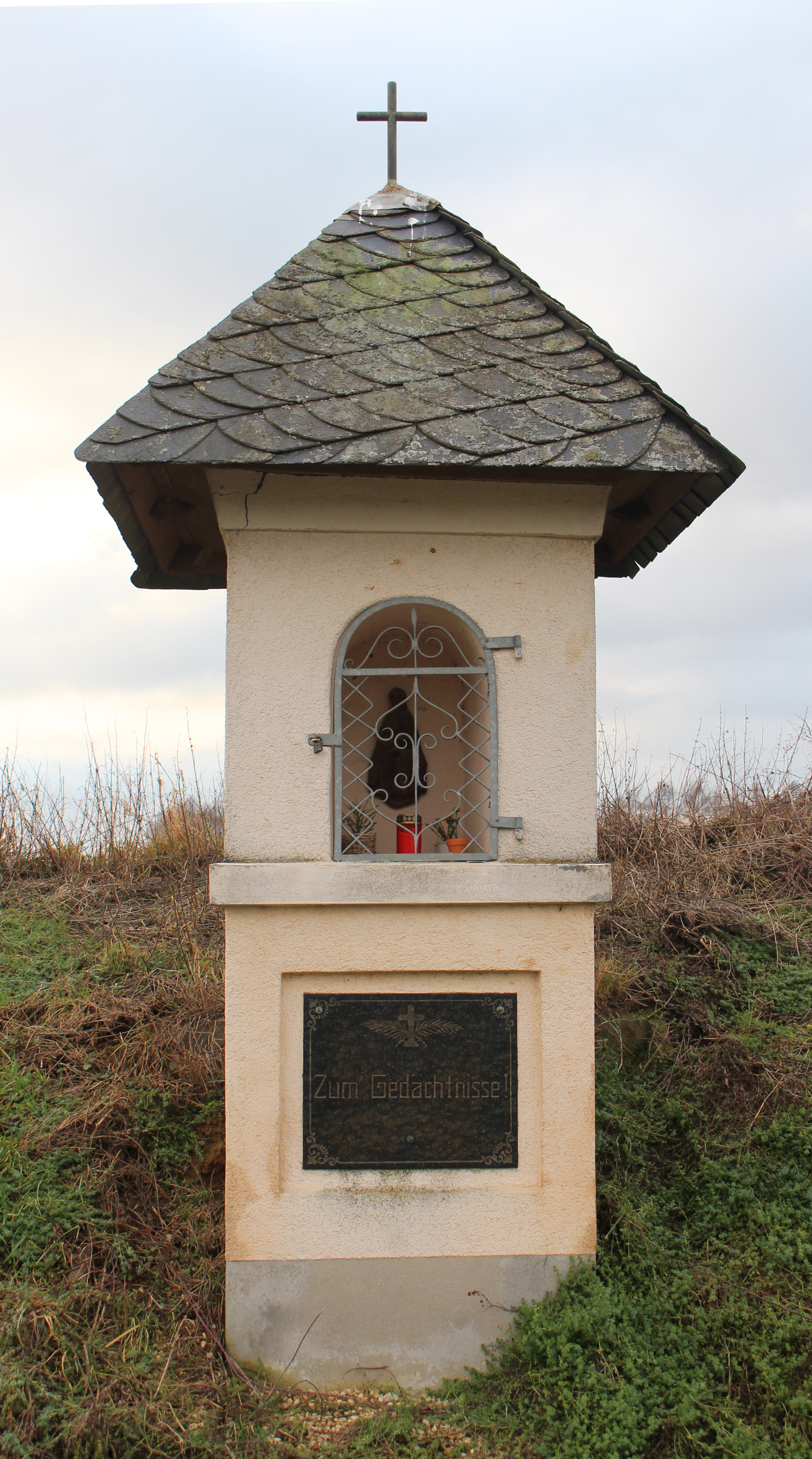
Landstraße nach Oberzeuzheim (ortsfern)
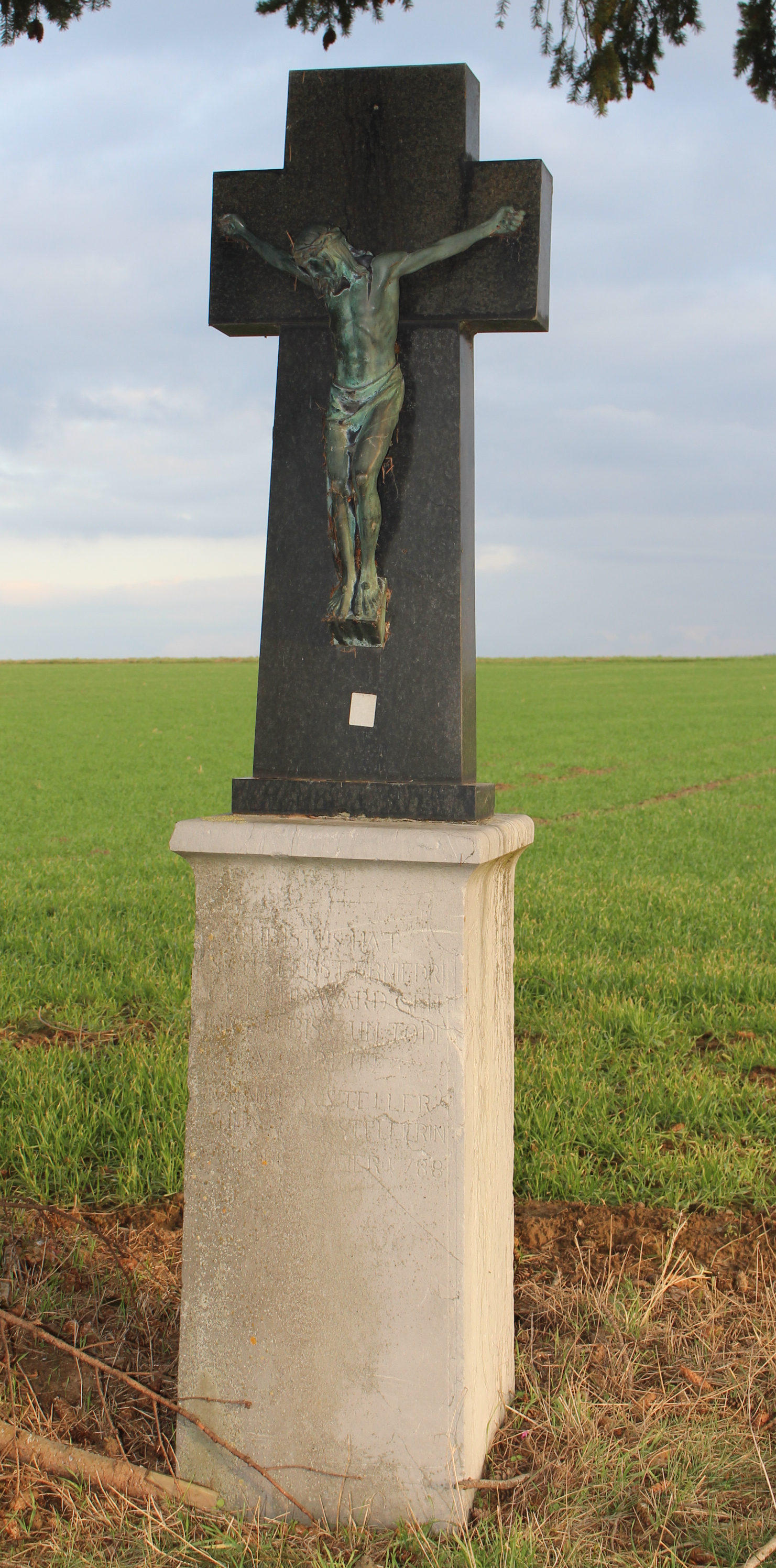
Landstraße nach Steinbach

## Wirtschaft und Infrastruktur

### Gewerbegebiet und Firmen
Seit 2003 verfügt Oberweyer über ein Gewerbegebiet, das auf den Namen „Auf den Sechsmorgen“ hört. Es grenzt an die Ortsausgänge Richtung Hadamar und Ahlbach und liegt an der Bundesstraße 54. Unter anderem befindet sich dort ein Verteilzentrum der Deutschen Post. Innerorts befinden sich mehrere Gaststätten und ein kleiner Bioladen.

### Öffentliche Einrichtungen

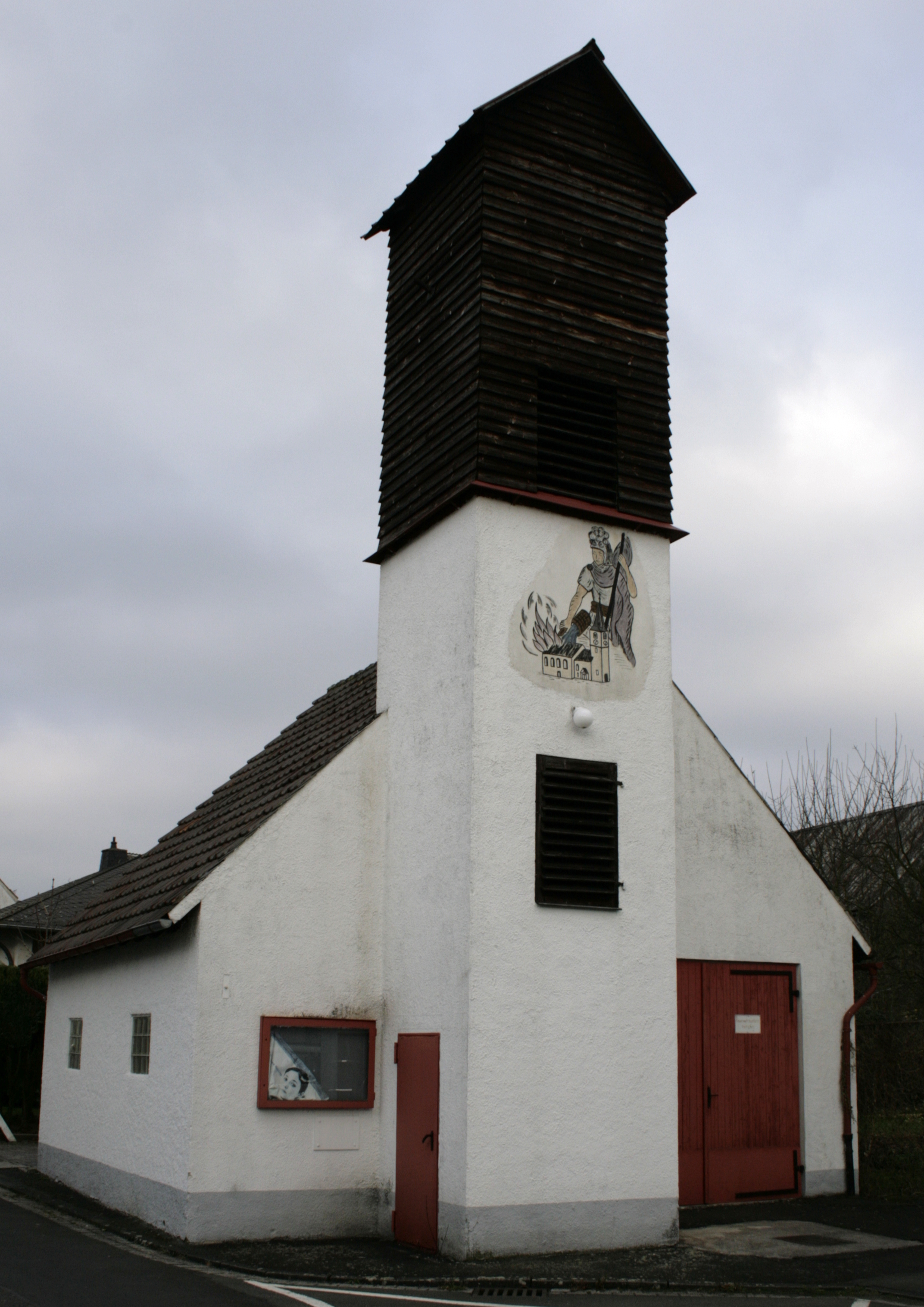
Altes Feuerwehrhaus

- katholischer Kindergarten St. Leonhard – Pfarrstraße
- Pfarrgebäude – Pfarrstraße
- Feuerwehrhaus der Freiwilligen Feuerwehr Oberweyer in der Schulstraße. Seit dem Jahr 1928 sorgt sie (ab 1. Mai 1975 mit Jugendfeuerwehr) für den abwehrenden Brandschutz und die allgemeine Hilfe.
- Dorfmuseum – Schulstraße
- Dorfgemeinschaftshaus – Wiesenstraße
- Kinderspielplatz – Schulstraße
- Sportplatz – Wiesenstraße
- Sportheim – Wiesenstraße
- Grillhütte
- Straßenmeisterei

## Persönlichkeiten
- Günter  Schmitt (* 1939 in Oberweyer), Politiker (CDU), ehemaliger Bürgermeister in Elz